# Lista de personagens de Final Destination
A seguinte lista mostrará os personagens presentes em Final Destination, uma franquia estadunidense de terror criada por Jeffrey Reddick. A série é composta por cinco filmes: Final Destination (2000), Final Destination 2 (2003), Final Destination 3 (2006), The Final Destination (2009) e Final Destination 5 (2011), com um sexto filme em pós-produção.
Cada filme apresenta um protagonista que experimenta uma premonição de si mesmo e de vários outros morrendo em um acidente catastrófico, apenas para escapar do evento com um punhado de outros personagens momentos antes de se tornar realidade. Mais tarde, os sobreviventes morrem um por um em uma série de cenários elaborados e muitas vezes sangrentos que frequentemente se assemelham a máquina de Rube Goldberg em sua complexidade.

## Final Destination

### Alex Browning
- Interpretado por: Devon Sawa
- Apareceu em: Final Destination, Final Destination 2, Final Destination 5
- Estado atual: Falecido

Alexander Theodore "Alex" Browning é o protagonista e visionário de Final Destination. Ele é um dos sobreviventes do voo 180 e o sexto sobrevivente a morrer.
Alex está no último ano da Mt. Abraham High School e embarca no voo 180 da Volée Airlines com seus colegas de classe para sua viagem de último ano para Paris, França. Antes da decolagem, Alex tem a premonição de que uma falha mecânica catastrófica fará com que o avião exploda no ar, matando todos a bordo. Quando os acontecimentos de sua visão começam a se repetir, ele entra em pânico e é jogado para fora do avião junto com outras seis pessoas, que testemunham a explosão do avião momentos depois. Nos meses seguintes, os sobreviventes começam a morrer um por um em uma série de acidentes bizarros, e depois de saber que a Morte ainda está atrás deles, Alex tenta descobrir o plano da Morte e salvar os sobreviventes restantes. Ele consegue salvar Clear Rivers e Carter Horton e a Morte os ignora, levando-os a acreditar que trapacearam o plano da Morte. Seis meses depois, Alex, Clear e Carter viajam para Paris para celebrar a sua sobrevivência. Depois de explicar que a Morte ainda não o ultrapassou, Alex quase é atingido por uma placa em queda, mas Carter o salva no último segundo, e a Morte o ignora. Quando Carter pergunta quem é o próximo, a placa volta para Carter, revelando que o plano da Morte ainda está em ação. Em Final Destination 2 é revelado que após os acontecimentos do primeiro filme, Alex e Clear enganaram a Morte dezenas de vezes antes de ele ser finalmente morto por um tijolo que caiu.
Alex é mencionado novamente por Kevin em Final Destination 3 e visto em imagens de arquivo e uma montagem no final de Final Destination 5.

### Barbara Browning
- Interpretada por: Barbara Tyson
- Apareceu em: Final Destination
- Estado atual: Viva

Barbara Browning é mãe de Alex Browning e esposa de Ken Browning. Bárbara é vista pela primeira vez ajudando Alex a fazer as malas antes de seu vôo para Paris, e mais tarde é vista confortando Alex após a explosão do avião.

### Billy Hitchcock

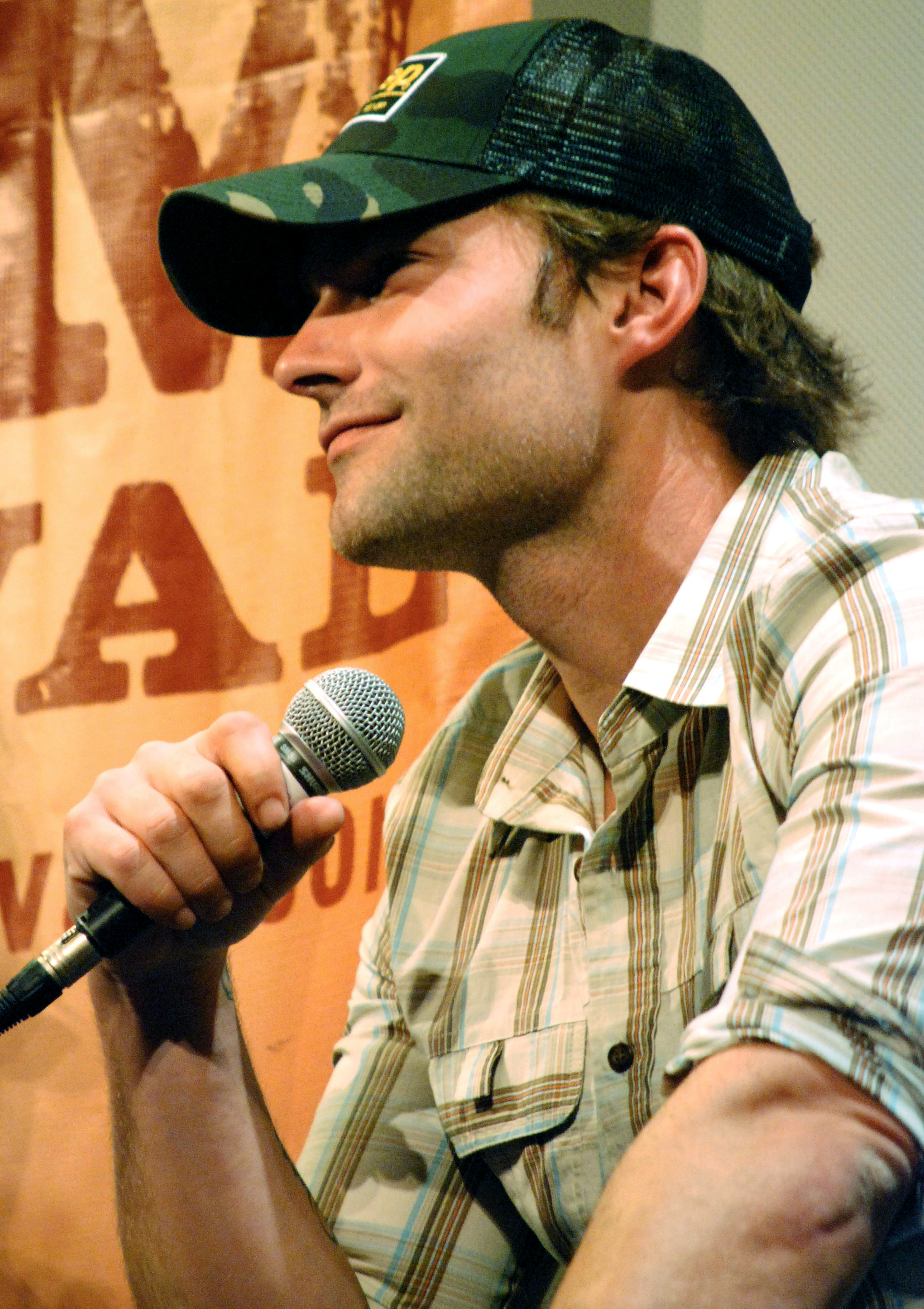
Seann William Scott interpretou Billy Hitchcock em Final Destination.

- Interpretado por: Seann William Scott[2]
- Apareceu em: Final Destination, Final Destination 2, The Final Destination, Final Destination 5
- Estado atual: Falecido

William "Billy" Hitchcock é um dos sobreviventes do voo 180. Ele é o quarto sobrevivente a morrer.
Billy é um estudante da Mt. Abraham High School e o principal alvo do bullying de Carter Horton. Ele deveria embarcar no voo 180 com seus colegas para a viagem do último ano a Paris, mas ficou preso no banheiro do aeroporto antes da partida do avião. Ele chega no momento em que Alex Browning e Carter estão sendo jogados para fora do avião, e também é forçado a sair depois de ser pego no meio da comoção. Momentos depois, ele testemunha o avião explodir no ar. Trinta e nove dias depois, ele e os outros sobreviventes comparecem a um serviço memorial para as vítimas. Mais tarde, ele encontra os outros sobreviventes em um café, onde testemunha a morte de Terry Chaney. Depois de da morte da Sra. Valerie Lewton, ele se reúne com os outros sobreviventes para discutir o que deveriam fazer. Enquanto eles dirigem pela cidade, Carter descobre que é o próximo na lista da Morte e começa a dirigir de forma imprudente pelas ruas. Quando Carter estaciona seu carro nos trilhos da ferrovia, ele fica preso, mas Alex consegue salvá-lo segundos antes de seu carro ser destruído por um trem que se aproxima. Enquanto Billy avisa os outros para ficarem longe de Carter, ele é repentinamente decapitado por sucata voando dos destroços do carro. Como resultado, Alex descobre que se alguém intervir, a Morte passará para a próxima pessoa.
Billy é mencionado novamente em Final Destination 2 pelo oficial Thomas Burke, que diz ter evitado um tiroteio fatal após ser chamado para limpar os restos mortais de Billy. Sua morte é mostrada novamente em formato de raio-x durante os créditos de abertura de The Final Destination e novamente por meio de imagens de arquivo e uma montagem no final de Final Destination 5.

### Blake Dreyer
- Interpretada por: Christine Chatelain
- Apareceu em: Final Destination
- Estado atual: Falecida

Blake Dreyer é uma estudante da Mt. Abraham High School e vítima da explosão do vôo 180.
Blake embarca no voo 180 com sua melhor amiga Christa Marsh para sua viagem de formatura a Paris. O colega de classe Tod Waggner tinha uma queda pelos dois e planejava passar o vôo tentando ficar com elas. Antes da partida do avião, Alex Browning tem a premonição de que o avião explodirá no ar. Ele acorda quando Blake e Christa pedem para ele trocar de lugar, assim como em sua premonição, e começa a entrar em pânico. Desconsiderando o aviso de Alex, ela permanece no avião e é incinerada entre outros 286 passageiros. Mais tarde, Alex percebe que não é sua vez de morrer, já que nunca trocou de lugar com Blake e Christa, como fez em sua premonição original.

### Carter Horton
- Interpretado por : Kerr Smith[2]
- Apareceu em: Final Destination, Final Destination 2, Final Destination 5
- Estado atual: Falecido

Carter Horton é um dos sobreviventes do voo 180. Ele é o quinto sobrevivente a morrer.
Carter é um estudante da Mt. Abraham High School e arquirrival de Alex Browning. Ele embarca no voo 180 com sua namorada Terry Chaney para sua viagem de formatura a Paris, França. Quando Alex avisa a todos que o avião vai explodir, Carter acredita que ele está inventando uma piada e o ataca. Como resultado, os dois são jogados para fora do avião, junto com outras cinco pessoas, que testemunham a explosão do avião logo depois. Trinta e nove dias depois, ele comparece a um serviço memorial às vítimas, onde se recusa a admitir que Alex salvou sua vida. Mais tarde, ele confronta Alex em um café onde eles testemunham a morte de Terry, deixando Carter arrasado. Os sobreviventes mais tarde se reencontram e Alex explica que a Morte ainda está atrás deles. Quando Carter descobre que é o próximo na lista da Morte, ele fica furioso e estaciona seu carro nos trilhos da ferrovia, querendo morrer em seus próprios termos. Ele muda de ideia no último minuto, mas não consegue sair quando o cinto de segurança emperra. Alex consegue salvar Carter poucos segundos antes de seu carro ser destruído por um trem que se aproxima e a Morte o ignora. Seis meses depois, Carter visita Paris com Alex e Clear Rivers para comemorar sua sobrevivência. Pouco depois de Alex explicar que a Morte ainda não o ignorou, Carter o salva de ser atingido por um grande letreiro de néon. Quando Alex diz que a Morte o ignorou, Carter pergunta quem é o próximo, e a placa volta para Carter, revelando que assim que a Morte tiver ignorado todos, ela voltará ao topo da lista e começará tudo de novo.
Carter é mencionado por Rory Peters em Final Destination 2, que diz que depois de testemunhar a morte de Carter decidiu não ir a um teatro, que mais tarde desabou sobre os convidados. Ele é visto novamente através de imagens de arquivo e uma montagem no final de Final Destination 5.

### Christa Marsh
- Interpretada por : Lisa Marie Caruk
- Apareceu em: Final Destination
- Estado atual: Falecida

Christa Marsh é uma estudante da Mt. Abraham High School e vítima da explosão do vôo 180.
Christa embarca no voo 180 com sua melhor amiga Blake Dreyer para sua viagem de formatura a Paris. O colega de classe Tod Waggner tinha uma queda pelas duas e planejava passar o vôo tentando ficar com elas. Antes da partida do avião, Alex Browning tem a visão de que o avião explodirá no ar. Ele acorda no momento em que Christa pede para ele mudar de lugar, assim como em sua visão, e começa a entrar em pânico. Desconsiderando o aviso de Alex, ela permanece no avião e é incinerada entre outros 286 passageiros. Mais tarde, Alex percebe que não é sua vez de morrer, já que ele nunca trocou de lugar com Blake e Christa, como fez em sua premonição original.

### Clear Rivers
- Interpretada por: Ali Larter[2][9]
- Apareceu em: Final Destination, Final Destination 2, The Final Destination, Final Destination 5
- Estado atual: Falecida

Clear Marie Rivers é uma personagem que apareceu em Final Destination e Final Destination 2. Ela é a sétima e última sobrevivente do vôo 180 a morrer.
Clear é uma estudante que embarca no voo 180 para sua viagem de formatura a Paris. Quando Alex Browning avisa a todos que o avião vai explodir, Clear é a única que acredita nele, e ela sai do avião junto com outras seis pessoas, que testemunham a explosão do avião logo depois. Trinta e nove dias depois, ela comparece ao serviço memorial das vítimas; ela é a única que agradece a Alex por salvá-la e lhe dá uma rosa para mostrar sua gratidão. Após a morte de Tod Waggner, ela e Alex entram furtivamente no necrotério para ver seu corpo. Lá eles encontram William Bludworth, que os avisa que a Morte ainda está atrás dos sobreviventes. Clear fica inicialmente cética, até que os outros sobreviventes começam a morrer um por um. Depois de salvar Carter Horton, Alex se distancia do grupo, acreditando que ele é o próximo na lista da Morte. Mais tarde, ele descobre que Clear é a próxima e corre para a casa dela para salvá-la. Enquanto isso, Clear está presa dentro de seu carro, que está vazando fluido de gás, e está cercada por fios energizados. Alex chega a tempo de salvar Clear e agarra o fio que permite que ela escape do carro segundos antes de ele explodir, e a Morte a ignora. Seis meses depois, Clear, Alex e Carter viajam para Paris para comemorar sua sobrevivência; no entanto, depois que Alex evita a morte por pouco, ambos testemunham a morte de Carter e percebem que o plano da Morte ainda está em ação.
Em Final Destination 2, é revelado que Clear é a última sobrevivente do vôo 180 e se internou em uma instituição mental para se proteger da morte. Ela é visitada por Kimberly Corman, que lhe pede para ajudá-la a salvar os sobreviventes do engavetamento da Rota 23. Ela inicialmente recusa, mas depois apresenta Kimberly e o oficial Thomas Burke a Bludworth, que lhes diz que apenas uma "nova vida" pode derrotar a Morte. Isso os leva a acreditar que se Isabella Hudson tiver seu filho, isso arruinará o plano da Morte e todos estarão seguros. Ela, Kimberly e o oficial Burke conseguem salvar Isabella e seu bebê, mas Kimberly mais tarde percebe que Isabella nunca deveria morrer no engavetamento e, portanto, nunca esteve na lista da Morte. Clear procura por Eugene Dix no hospital, mas acidentalmente faz com que seu quarto exploda devido à combustão de oxigênio, matando os dois.
A morte de Clear é mostrada novamente em formato de raio-x durante os créditos de abertura de The Final Destination e vista novamente em uma montagem no final de Final Destination 5.

### George Waggner
- Interpretado por: Brendan Fehr[2]
- Apareceu em: Final Destination, Final Destination 5
- Estado atual: Falecido

George Waggner é irmão de Tod Waggner e vítima da explosão do voo 180.
George e Tod embarcam no voo 180 para sua viagem de campo a Paris, com seu melhor amigo Alex Browning. Mais tarde, George instrui Tod a ir verificar Alex depois que ele foi jogado para fora do avião, e o avião explode logo depois, incinerando George e 286 outros passageiros. Sua morte enfurece a família Waggner, que culpa Alex por sua morte.

### Ken Browning
- Interpretado por: Robert Wisden
- Apareceu em: Final Destination
- Estado atual: Vivo

Kenneth "Ken" Browning é o pai de Alex Browning e marido de Barbara Browning. Ken é visto pela primeira vez conversando com Alex enquanto ele e sua mãe fazem as malas para o vôo para Paris, e mais tarde é visto confortando Alex após a explosão do avião. Ele expressa sua preocupação por Alex quando ele se recusa a falar com ele ou com sua mãe sobre o que está acontecendo.

### Larry Murnau
- Interpretado por: Forbes Angus[2]
- Apareceu em: Final Destination, Final Destination 5
- Estado atual: Falecido

Laurent "Larry" Murnau é professor de francês na Mt. Abraham High School e foi vítima da explosão do vôo 180. Ele foi encarregado de acompanhar os estudantes em sua viagem a Paris.
O Sr. Murnau é muito fluente na língua francesa, por isso foi selecionado para orientar os alunos em sua viagem de campo a Paris. Depois que vários alunos foram retirados do avião, Sra.  Valerie Lewton se oferece para ficar para trás e cuidar dos alunos até o próximo vôo, e manda o Sr. Murnau de volta ao avião. O avião explode logo depois, e ele é incinerado entre outras 286 pessoas. Sua morte afetou mais a Sra. Lewton, que se sentiu culpada, responsabilizando-se pessoalmente por sua morte.
Murnau é visto brevemente através de imagens de arquivo em Final Destination 5.

### Agente Schreck
- Interpretado por: Roger Guenveur Smith[2]
- Apareceu em: Final Destination
- Estado atual: Vivo

Special Agent Schreck é um agente do FBI. Ele é o parceiro do Agente Weine.
Ele e o Agente Weine interrogam os sobreviventes, após a explosão do vôo 180, e suspeitam de Alex Browning. Eles ficam de olho em Alex, e suas suspeitas aumentam ainda mais quando os sobreviventes começam a morrer um por um. No final, ele e o Agente Weine tentam prender Alex e persegui-lo na floresta, mas depois de testemunharem o resgate de Clear Rivers, Alex é inocentado de suspeitas.

### Terry Chaney
- Interpretada por: Amanda Detmer[2]
- Apareceu em: Final Destination, Final Destination 2, Final Destination 5
- Estado atual: Falecida

Theresa "Terry" Chaney é uma das sobreviventes do voo 180. Ela é a segunda sobrevivente a morrer.
Terry é estudante da Mt. Abraham High School e namorada de Carter Horton. Ela embarca no vôo 180 com Carter para sua viagem de formatura a Paris, mas quando Alex Browning avisa a todos que o avião vai explodir, Carter o ataca e é jogado para fora do avião. Terry também o segue e testemunha a explosão do avião logo depois. Após o acidente, Terry é ignorada por Carter, que parece mais interessado em começar brigas com Alex. Ao passar por um café, Carter vê Alex e instiga outra briga. Depois de repreender Carter, Terry sai furiosa e de repente é atropelada por um ônibus em alta velocidade.
Terry é mencionada em Final Destination 2 por Kat Jennings, que diz que estava a caminho de uma pousada quando o ônibus em que ela estava atingiu Terry. Com isso, ela evitou um vazamento de gás que sufocou os hóspedes da pousada. A morte de Terry é referenciada durante os créditos de abertura de The Final Destination e ela é vista novamente através de imagens de arquivo em Final Destination 5.

### Tod Waggner
- Interpretado por: Chad Donella[2]
- Apareceu em: Final Destination, Final Destination 2, The Final Destination
- Estado atual: Falecido

Tod Waggner é um dos sobreviventes do voo 180. Ele é o primeiro sobrevivente a morrer
Tod é um estudante da Mt. Abraham High School e o melhor amigo de Alex Browning. Ele embarca no vôo 180 com Alex e seu irmão George para sua viagem de formatura a Paris. Quando Alex tem a premonição de que o avião irá explodir, George instrui Tod a ir ver como ele está, e Tod testemunha a explosão do avião logo depois. Os pais de Tod culpam Alex pela morte de George, e sua amizade com Alex torna-se distante. Mais tarde, Tod faz um discurso de despedida no serviço memorial. Naquela noite, enquanto Tod está no banheiro, o vaso sanitário começa a vazar, fazendo-o escorregar e cair na banheira. O varal envolve o pescoço de Tod e lentamente o sufoca enquanto ele tenta desesperadamente se libertar, mas ele acaba morrendo por asfixia. Sua morte é considerada suicídio; no entanto, Alex não acredita que Tod tenha se matado.
Tod é mencionado por Kimberly Corman em Final Destination 2, que diz que enquanto fazia compras com sua mãe, ela se distraiu com uma notícia sobre a morte de Tod e, portanto, não foi alvo dos ladrões de carros que mataram sua mãe. A morte de Tod é vista novamente em formato de raio-x durante os créditos de abertura de The Final Destination.

### Valerie Lewton
- Interpretada por: Kristen Cloke[2]
- Apareceu em: Final Destination, Final Destination 2, The Final Destination, Final Destination 5
- Estado atual: Falecida

Valerie "Val" Lewton, ou Ms. Lewton, é uma das sobreviventes do voo 180. Ela é a terceira sobrevivente a morrer.
Lewton é professora na Mt. Abraham High School e foi escolhida para acompanhar os alunos em sua viagem de campo a Paris. Depois que um punhado de estudantes são jogados para fora do avião, a Sra. Lewton se oferece para ficar para trás e observá-los, convencendo o Sr. Larry Murnau para voltar ao avião. Depois que o avião explode, a Sra. Lewton mostra extrema culpa por causar inadvertidamente a morte do Sr. ao mesmo tempo, ela fica desconfiada e com medo de Alex Browning por causa de sua premonição se tornando realidade. Ela finalmente decide deixar a cidade para recomeçar sua vida. Enquanto arruma suas coisas, ela faz café, mas depois de se assustar e jogar o café fora da caneca, coloca vodca e gelo na mesma caneca. O resfriamento repentino causa a formação de uma rachadura na caneca e o conteúdo vaza por todo o chão e para um monitor de computador, causando um curto-circuito. O computador explode e estilhaços voam em seu pescoço. As faíscas da explosão acendem o rastro de vodca, que leva a uma garrafa em cima do balcão. A garrafa explode, fazendo com que o balcão pegue fogo, e a Sra. Lewton cai no chão. Ela pega um pano que está em cima de um suporte de facas no balcão, mas ele cai e uma das facas a empala no peito. Alex chega para salvá-la, mas o forno explode, fazendo cair uma cadeira em cima dela. Isso empurra a faca ainda mais em seu peito e a mata instantaneamente. O fogo eventualmente se espalha e causa uma explosão que destrói toda a sua casa, enquanto Alex foge do local.
Lewton é mencionada em Final Destination 2 por Eugene Dix, que diz que estava substituindo a Sra. Lewton após sua morte, quando um estudante homicida de seu emprego anterior matou seu substituto. Sua morte é mostrada em formato de raio-x durante os créditos de abertura de The Final Destination e ela aparece novamente através de imagens de arquivo e uma montagem no final de Final Destination 5.

### Agent Weine
- Interpretado por: Daniel Roebuck[2]
- Apareceu em: Final Destination
- Estado atual: Vivo

Special Agent Weine é um agente do FBI. Ele é o parceiro do Agente Schreck.
Ele e o Agente Schreck interrogam os sobreviventes, após a explosão do vôo 180, e suspeitam de Alex Browning. Eles ficam de olho em Alex, e suas suspeitas aumentam quando os sobreviventes começam a morrer um por um. No final, ele e o agente Schreck tentam prender Alex e persegui-lo na floresta, mas depois de testemunharem o resgate de Clear Rivers, Alex é inocentado de suspeitas.

### William Bludworth
- Interpretado por: Tony Todd[4][5][6]

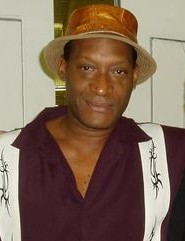
Tony Todd retratou William Bludworth em Final Destination, Final Destination 2 e Final Destination 5. Além disso, Todd fez uma participação especial de narração em Final Destination 3.

- Apareceu em: Final Destination, Final Destination 2, Final Destination 5
- Estado atual: Vivo

William "Bill" Bludworth é um misterioso funerário que aparece em Final Destination, Final Destination 2 e Final Destination 5.
Bludworth tem o maior conhecimento sobre a Morte, embora não esteja claro como. Em Final Destination, Alex Browning e Clear Rivers entram furtivamente no necrotério de Bludworth para ver o cadáver de Tod Waggner. Depois que Bludworth os pega, ele explica que eles arruinaram o plano da Morte, e a Morte agora está ceifando a vida daqueles que deveriam morrer no avião, a menos que eles encontrem uma maneira de enganar o plano da Morte. Em Final Destination 2, Bludworth é visitado por Clear, Kimberly Corman e Thomas Burke, para adquirir mais conhecimento, e explica que somente a "nova vida" pode derrotar a Morte, levando os três a acreditar que se Isabella Hudson tiver seu filho, isso interferirá na lista da Morte e todos estarão seguros. Em Final Destination 5, Bludworth observa ameaçadoramente os sobreviventes do colapso da ponte North Bay. Quando confrontado por Sam Lawton, Molly Harper, Peter Friedkin e Nathan Sears, ele os avisa sobre a Morte e diz que matando outra pessoa eles podem adquirir o tempo de vida restante dessa pessoa.

## Final Destination 2

Uma captura de tela do filme Final Destination 2 mostrando os sobreviventes da Rota 23 logo após o engavetamento (da esquerda para a direita): Kimberly Corman, Tim Carpenter, Nora Carpenter, Oficial Thomas Burke, Rory Peters, Eugene Dix e Kat Jennings. Esses sobreviventes foram o terceiro conjunto de sobreviventes alistados na lista da Morte de toda a franquia. (nota: o sobrevivente Evan Lewis está ausente desta cena).

### Brian Gibbons
- Interpretado por: Noel Fisher[9]
- Apareceu em: Final Destination 2
- Estado atual: Falecido

Brian Gibbons é um adolescente agricultor. Embora ele não esteja originalmente na lista da Morte, a morte de Brian é evitada por Rory Peters, e ele é adicionado à lista.
Brian era filho de um fazendeiro que morava perto de 180 Mile Marker de Greenwood Lake, Nova Iorque. Depois que o SUV dos sobreviventes da Rota 23 bate em sua fazenda, Brian e sua família tentam ajudá-los. Rory tira Brian do caminho de uma van de notícias em alta velocidade no último segundo, e ele é adicionado à lista da Morte sem saber. Algum tempo depois, durante um piquenique com seus pais, Kimberly Corman, Michael Corman e Thomas Burke, o tanque de propano de sua churrasqueira entra em erupção, explodindo Brian em pedaços, e seu braço pousa no prato de sua mãe enquanto ela grita de horror.

### Dano Estevez
- Interpretado por: Alejandro Rae[9]
- Apareceu em: Final Destination 2, Final Destination 5
- Estado atual: Falecido

Daniel "Dano" Estevez é um estudante universitário de White Plains, Nova Iorque e uma das vítimas do engavetamento da Rota 23.
No filme, Dano, Frankie Whitman, Shaina McKlank e Kimberly Corman fazem uma viagem para Daytona Beach nas férias de primavera. No caminho, Kimberly tem a premonição de um enorme engavetamento, no qual um caminhão bate em seu SUV, matando os quatro. Como resultado, Kimberly para seu SUV para evitar que outros motoristas entrem na rodovia. Depois que o policial Thomas Burke diz a Kimberly para sair do carro, Dano, Shaina e Frankie são mortos pelo mesmo caminhão por premonição de Kimberly.
Sua morte é referenciada nos créditos de abertura de The Final Destination e vista novamente em uma montagem no final de Final Destination 5.

### Ellen Kalarjian
- Interpretada por: Enid-Raye Adams[9]
- Apareceu em: Final Destination 2
- Estado atual: Viva

Dr. Ellen Kalarjian é uma médica.
Dr. Kalarjian trabalha no Lakeview Hospital em Greenwood Lake, Nova Iorque. No filme, Kimberly tem uma premonição do que ela acredita ser a Dr. Kalarjian "estrangulando" Isabella Hudson durante o trabalho infantil. No hospital, ela é solicitada pelo obstetra e o oficial Thomas Burke a imobiliza enquanto Isabella dá à luz. Logo depois, o quarto de Eugene Dix explode, levando-a a trazer um carrinho de emergência para as vítimas. Momentos depois, ela ressuscita Kimberly Corman do afogamento em Greenwood Lake, o que acaba sendo a verdadeira premonição de Kimberly em relação à "nova vida".

### Eugene Dix
- Interpretado por: Terrence C. Carson[9]
- Apareceu em: Final Destination 2, Final Destination 5
- Estado atual: Falecido

Eugene Dix é um dos sobreviventes do engavetamento da Rota 23. Ele é o sexto sobrevivente a morrer.
Eugene é professor do ensino médio. Antes do acidente, ele estava substituindo a Sra. Valerie Lewton na Mt. Abraham High School, e um dos alunos de sua antiga escola esfaqueou seu professor substituto durante a aula. No filme, Kimberly Corman tem a premonição de um engavetamento na Rota 23, no qual a motocicleta de Eugene esmaga seu torso depois que ele derrapa na estrada. Embora inicialmente esteja cético de que a Morte ainda esteja atrás dos sobreviventes, ele se encontra com os outros sobreviventes no apartamento do oficial Thomas Burke, onde testemunha a morte de Nora Carpenter. Horrorizado, Eugene pega a arma de Burke e tenta o suicídio, querendo morrer em seus próprios termos, mas falha apesar do fato de a arma estar totalmente carregada. Clear Rivers explica que isso ocorre porque ainda não era sua vez de morrer. Depois, os sobreviventes restantes partem para encontrar Isabella Hudson. No caminho para lá, o SUV de Kat Jennings quase colide com a van de Isabella e eles desviam para uma fazenda próxima. Vários tubos de PVC penetram no carro e perfuram o pulmão de Eugene e ele é rapidamente levado para o hospital em uma ambulância. Entorpecido pela hipóxia, ele observa impotente enquanto as aberturas de ventilação se fecham, os tubos de seus tanques de oxigênio se rompem e o plugue de alimentação de seu desfibrilador se desengata. O modo de emergência da máquina o ativa e o revive, mas Clear abre abruptamente a porta que desconecta completamente a vela, criando uma faísca que acende o oxigênio e incinera os dois.
A morte de Eugene é referenciada nos créditos de abertura de The Final Destination e ele é visto novamente em uma montagem no final de Final Destination 5.

### Evan Lewis
- Interpretado por: David Paetkau[9]
- Apareceu em: Final Destination 2, The Final Destination, Final Destination 5
- Estado atual: Falecido

Evan Lewis é um dos sobreviventes do engavetamento da Rota 23. Ele é o primeiro sobrevivente a morrer.
Evan é um ganhador recente da loteria. No filme, Kimberly Corman tem uma premonição em que o novo carro de Evan bate no tanque de óleo de um caminhão de toras, envolvendo-o em chamas até que um caminhão semirreboque o atropela. Depois que ela o impede de entrar na rodovia, ele é levado à delegacia para interrogatório e interrogado pelo Detetive Suby. Após ser liberado, ele volta para seu apartamento, onde esquenta macarrão no micro-ondas, sem saber que um ímã de geladeira caiu na caixa, enquanto frita palitos de mussarela no fogão. Ao experimentar suas novas joias, seu micro-ondas começa a acender, assustando-o e fazendo-o deixar cair seu novo anel na pia. Quando ele enfia a mão no ralo para recuperá-lo, seu relógio faz com que sua mão fique presa. Quando o fogão começa a queimar, ele tenta apagar o fogo com a camisa, mas inadvertidamente faz com que a panela caia, incendiando todo o apartamento. Quando ele finalmente libera a mão, ele tenta apagar o fogo com um extintor, mas ele para. Desesperado, Evan quebra as janelas e foge segundos antes de sua cozinha explodir. Evan desce a escada de fuga, mas ao se afastar escorrega em espaguete velho (que jogou pela janela momentos antes), e a escada cai, empalando seu olho direito. Isso alarma os outros sobreviventes, que assistem à cobertura noticiosa de sua morte.
A morte de Evan é vista em formato de raio-x durante os créditos de abertura de The Final Destination e novamente em uma montagem no final de Final Destination 5.

### Frankie Whitman
- Interpretado por: Shaun Sipos[9]
- Apareceu em: Final Destination 2, Final Destination 5
- Estado atual: Falecido

Franklin "Frankie" Whitman é um estudante universitário de White Plains, Nova Iorque e uma das vítimas do engavetamento da Rota 23.
No filme, Frankie, Dano Estevez, Shaina McKlank e Kimberly Corman fazem uma viagem para Daytona Beach, Flórida para as férias de primavera. No caminho, Kimberly tem a premonição de um enorme engavetamento, no qual um caminhão bate em seu SUV, matando os quatro. Como resultado, Kimberly para seu SUV para evitar que outros motoristas entrem na rodovia. Depois que o oficial Thomas Burke pede a Kimberly para sair do veículo, Frankie, Dano e Shaina são mortos pelo mesmo caminhão da visão de Kimberly.
Sua morte é referenciada nos créditos de abertura de The Final Destination e ele é visto novamente em uma montagem no final de Final Destination 5.

### Isabella Hudson
- Interpretado por: Justina Machado[9]
- Apareceu em: Final Destination 2
- Estado atual: Viva

Isabella Hudson é uma sobrevivente do engavetamento da Rota 23 em Final Destination 2.
Isabella mora em Nova Iorque com seu marido Marcus Hudson e está grávida de nove meses de um menino. No filme, Kimberly Corman bloqueia a rampa de entrada, impedindo Isabella de entrar na rodovia antes que ocorra um grande engavetamento. Quando Kimberly descobre que a Morte ainda está atrás dos sobreviventes, ela descobre que uma "nova vida" pode quebrar a corrente, e Isabella é encarcerada pelo Deputado Steve Adams sob as ordens do oficial Thomas Burke para protegê-la da Morte. Enquanto estava na prisão, sua bolsa estourou e o delegado Adams a levou às pressas para o hospital. Na estrada, o SUV de Kat Jennings quase colide com a van de Isabella; mesmo assim, ela chega ilesa ao hospital. No hospital, Kimberly tem outra visão do que parece ser a médica de Isabella, Dra. Ellen Kalarjian, "estrangulando" Isabella. Burke impede a Dr. Kalarjian de interromper sua gravidez, e ela dá à luz seu filho com sucesso, o que os leva a acreditar que eles enganaram a Morte, no entanto, Kimberly mais tarde percebe que Isabella nunca foi feita para morrer no engavetamento e, portanto, não foi incluída na lista da Morte, tornando seus esforços inúteis.

### Kat Jennings

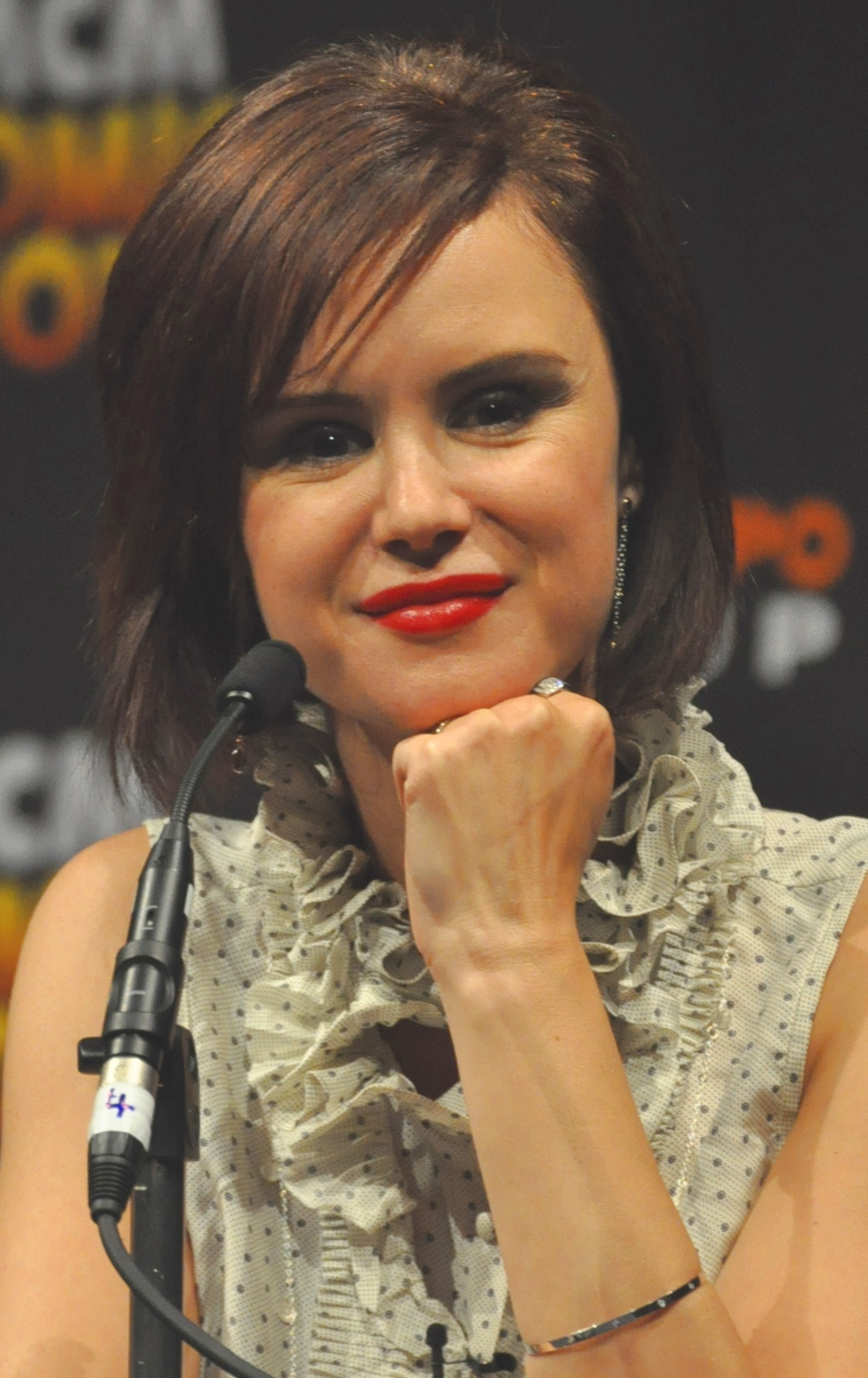
Keegan Connor Tracy interpretou Kat Jennings em Final Destination 2.

- Interpretada por: Keegan Connor Tracy[9]
- Apareceu em: Final Destination 2, The Final Destination, Final Destination 5
- Estado atual: Falecida

Katherine "Kat" Jennings é uma dos sobreviventes do engavetamento da Rota 23. Ela é a quarta sobrevivente a morrer.
Kat é uma consultora de marketing de sucesso de uma empresa. Antes do filme, ela estava marcada para uma reunião com um cliente em um local de alojamento e café da manhã, mas o ônibus em que ela estava atingiu Terry Chaney, e ela evitou um vazamento de gás que matou todos no  apresentar. No filme, Kimberly Corman tem a premonição de um grande engavetamento, no qual o SUV de Kat vira de cabeça para baixo, esmagando-a. Depois que Kimberly impede Kat de entrar na rodovia, ela é levada à delegacia para interrogatório. Ela inicialmente desconsidera a teoria de Kimberly de que a Morte ainda pode estar atrás dos sobreviventes. Mesmo assim, ela participa de uma reunião para os sobreviventes no apartamento do oficial Thomas Burke, onde ela e Clear Rivers tentam salvar Nora Carpenter da morte, mas não conseguem. A caminho do Hospital Lakeview, o SUV de Kat sofre uma explosão. Ela quase colide com a van de Isabella Hudson e desvia para uma fazenda próxima, onde seu SUV é penetrado por tubos de PVC. Ela está presa em seu assento por um tronco, e um salvador tenta libertá-la com as Mandíbulas da Vida, mas isso inadvertidamente aciona seu airbag, que empurra sua cabeça em um tubo que se projeta do encosto de cabeça.
A morte de Kat é vista em formato de raio-x durante os créditos iniciais de The Final Destination, embora o tubo seja mostrado indo em sua cabeça na diagonal, em vez de passar direto por sua testa. Ela é vista novamente em uma montagem no final de Final Destination 5.

### Kimberly Corman
- Interpretada por: A. J. Cook[9]

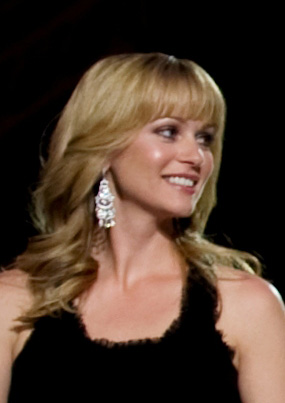
A. J. Cook interpretou Kimberly Corman em Final Destination 2. Cook tingiu o cabelo para evitar confusão com Ali Larter e Sarah Carter.

- Apareceu em: Final Destination 2, Final Destination 3
- Estado atual: Viva

Kimberly "Kim" Corman é a protagonista e visionária de Final Destination 2. Ela é uma das sobreviventes do engavetamento da Rota 23.
Kimberly é uma estudante universitária de White Plains, Nova Iorque, que estava planejando visitar Daytona Beach, Flórida para as férias de primavera com seus amigos Shaina McKlank, Dano Estevez   e Frankie Whitman. Um ano antes, ela deveria ter sido morta em um assalto que tirou a vida de sua mãe, mas foi distraída por uma reportagem sobre o 'suicídio' de Tod. Depois de parar na rampa de acesso à Rota 23, Kimberly tem a premonição de um engavetamento no qual várias pessoas, incluindo ela e seus amigos, serão mortas. Ela para seu veículo impedindo que aqueles que teriam morrido entrassem na rodovia, mas seus amigos são mortos momentos depois por um caminhão semirreboque em alta velocidade. Ela e os outros sobreviventes são posteriormente levados à delegacia, onde ela e Eugene Dix explicam as semelhanças entre sua experiência e os sobreviventes do vôo 180. Quando Evan Lewis morre, Kimberly busca a ajuda da sobrevivente do vôo 180 Clear Rivers, que inicialmente recusa, mas depois traz ela e o oficial Thomas Burke para William Bludworth. Ele diz a eles que apenas uma "nova vida" pode derrotar a Morte, levando-os a acreditar que se Isabella Hudson tiver seu filho, isso arruinará o plano da Morte e todos estarão seguros. Embora os outros sobreviventes morram, Kimberly, Clear e Burke conseguem salvar Isabella e seu filho pequeno. Ao perceber que Isabella nunca esteve na lista da Morte, Kimberly tenta se sacrificar dirigindo uma van em um lago, mas é resgatada por Burke e ressuscitada pela Dra.  Ellen Kalarjian, concedendo-lhe assim uma “nova vida”. 
Em Final Destination 3, um artigo de jornal revela que Kimberly e Burke foram mortos após serem atingidos por um picador de madeira em uma loja de ferragens; no entanto, isso é mencionado apenas em um final alternativo, tornando-o não canônico.

### Michael Corman
- Interpretado por: Andrew Airlie[9]
- Apareceu em: Final Destination 2
- Estado atual: Vivo

Michael Corman é o pai de Kimberly Corman.
Michael e Kimberly se tornaram muito próximos após a morte de sua mãe. No filme, ele manda Kimberly de férias com sua amiga Shaina McKlank. Mais tarde, ele é visto confortando Kimberly na delegacia após o acidente, e ela lhe confidencia seu medo de que a Morte ainda possa estar atrás dos sobreviventes. Mais tarde, ele acompanha Kimberly e o oficial Thomas Burke para um piquenique com a família Gibbons, onde eles testemunham a morte de Brian Gibbons.

### Nora Carpenter
- Interpretada por: Lynda Boyd[9]
- Apareceu em: Final Destination 2, The Final Destination, Final Destination 5
- Estado atual: Falecida

Nora Carpenter é uma das sobreviventes do engavetamento da Rota 23. Ela é a terceira sobrevivente a morrer.
Nora é uma viúva que mora com seu filho adolescente Tim Carpenter, depois que seu marido morreu quatro anos antes. No filme, Kimberly Corman tem a premonição de um grande engavetamento na Rota 23. Em sua premonição, o carro de Nora bate em um tronco, matando ela e Tim. Depois que Kimberly os impede de entrar na rodovia, ela e os outros sobreviventes são levados à delegacia para interrogatório. Lá, Kimberly tenta avisar os sobreviventes que a Morte ainda pode estar atrás deles, mas Nora descarta sua teoria e vai embora. No dia seguinte, Tim é morto ao sair do dentista, deixando Nora arrasada. Mais tarde, ela participa de uma reunião para os sobreviventes no apartamento do oficial Thomas Burke, mas sai mais cedo para planejar o funeral de seu filho. Enquanto está dentro de um elevador com Eugene Dix, ela recebe uma ligação de Burke, que a avisa sobre um homem com ganchos. Momentos depois, seu cabelo fica emaranhado por um homem parado atrás dela segurando membros protéticos com ganchos e seu pescoço fica preso entre as portas do elevador enquanto ela tenta escapar; o elevador então começa a se mover. Clear Rivers e Kat Jennings tentam ajudá-la, mas o elevador continua subindo até que ela é decapitada pela força, para o horror de Eugene e do homem que carregava os ganchos.
A morte de Nora é referenciada nos créditos de abertura de The Final Destination e é vista novamente em uma montagem no final de Final Destination 5.

### Rory Peters
- Interpretado por: Jonathan Cherry[9]
- Apareceu em: Final Destination 2, The Final Destination, Final Destination 5
- Estado atual: Falecido

Rory Peters é um dos sobreviventes do engavetamento da Rota 23. Ele é o quinto sobrevivente a morrer.
Rory é um usuário pesado de drogas. Antes do filme, ele viajou para Paris, onde testemunhou a morte de Carter Horton fora de um café. Horrorizado com o que viu, decidiu voltar para casa em vez de ir a um teatro que mais tarde desabou sobre os convidados. No filme, Kimberly Corman tem a premonição de um enorme engavetamento na Rota 23, no qual um caminhão de lixo bate no carro de Rory. Depois que Kimberly impede Rory de entrar na rodovia, ele e os outros sobreviventes são levados à delegacia para interrogatório. Enquanto estão lá, Kimberly tenta avisá-los de que a Morte ainda pode estar atrás dos sobreviventes, mas Rory não a leva a sério. Mesmo assim, ele participa de uma reunião de grupo no apartamento do oficial Thomas Burke, onde tenta impedir um traumatizado Eugene Dix de cometer suicídio. Quando o grupo sai para encontrar Isabella Hudson no SUV de Kat Jennings, o veículo desvia para uma fazenda próxima e o carro é penetrado por tubos de PVC. Enquanto estava lá, Rory tira Brian Gibbons do caminho de uma van de notícias em alta velocidade, adicionando-o involuntariamente à lista da Morte. Mais tarde, ele pede a Kimberly que esconda seus vícios de sua mãe caso ele morra. Depois que Kat é morta, ela deixa cair um cigarro no vazamento de combustível da van do noticiário, e a van explode, fazendo uma cerca de arame farpado voar pelo ar, o que trifurca Rory.
A morte de Rory é vista em formato de raio-x nos créditos de abertura de The Final Destination, e ele é visto novamente em uma montagem no final de Final Destination 5.

### Shaina McKlank
- Interpretada por: Sarah Carter[9]
- Apareceu em: Final Destination 2, Final Destination 5
- Estado atual: Falecida

Shaina McKlank é uma estudante universitária de White Plains, Nova Iorque e uma das vítimas do engavetamento da Rota 23. No filme, Shaina, junto com Dano Estevez, Frankie Whitman e Kimberly Corman fazem uma viagem para Daytona Beach nas férias de primavera. No caminho, Kimberly tem a premonição de um engavetamento na Rota 23, no qual seu SUV é destruído por um caminhão, matando os quatro. Como resultado, Kimberly para seu SUV para evitar que outros motoristas entrem na rodovia. Depois que o oficial Thomas Burke diz a Kimberly para sair do carro, Shaina, Dano e Frankie são mortos pelo mesmo caminhão por premonição de Kimberly.
Sua morte é referenciada nos créditos de abertura de The Final Destination e ela é vista novamente em uma montagem no final de Final Destination 5.

### Thomas Burke
- Interpretado por: Michael Landes[9]
- Apareceu em: Final Destination 2, Final Destination 3, Final Destination 5
- Estado atual: Vivo

Trooper Thomas Burke é um dos sobreviventes do engavetamento da Rota 23.
Burke é um policial do estado de Nova Iorque estacionado em Condado de Westchester e também executa tarefas secundárias, como investigação policial e limpeza da cena do crime. Um ano antes do engavetamento da Rota 23, ele recebeu ordem de limpar os restos mortais de Billy Hitchcock e, portanto, evitou um tiroteio que tirou a vida de seu parceiro. No filme, Kimberly Corman tem a premonição de um engavetamento, no qual um tronco bate no para-brisa de Burke e o decapita. Kimberly impede que ele e vários outros entrem na rodovia, e os sobreviventes são levados à delegacia para interrogatório. Burke é o único a considerar a teoria de Kimberly de que a Morte ainda pode estar atrás deles. Após a morte de Evan Lewis, ele e Kimberly tentam salvar os sobreviventes restantes, com a ajuda da sobrevivente do vôo 180 Clear Rivers. Ela os leva para William Bludworth, que afirma que apenas a "nova vida" pode derrotar a Morte. Isso os leva a acreditar que se Isabella Hudson tiver seu filho, isso arruinará o plano da Morte e todos estarão seguros. Burke acusa falsamente Isabella de roubo de automóveis e ela é encarcerada. Após a morte de vários outros sobreviventes, Isabella entra em trabalho de parto e Burke, Kimberly e Clear correm para o hospital, onde testemunham o parto de Isabella. Eles acreditam que finalmente enganaram a Morte até que Kimberly percebe que Isabella nunca esteve na lista da Morte. Kimberly se sacrifica pelo bem de Burke, e depois que ele a salva, ela é ressuscitada pela Dra. Ellen Kalarjian, concedendo-lhe assim uma “nova vida”. Como Kimberly morreu fora de ordem, a lista da Morte está arruinada, salvando Burke também.
Em Final Destination 3, um artigo de jornal revela que Burke e Kimberly foram mortos após serem atropelados por um picador de madeira em uma loja de ferragens; no entanto, isso é mencionado apenas em um final alternativo, tornando-o não canônico. Oficial Burke é visto novamente em uma montagem no final de Final Destination 5.

### Tim Carpenter
- Interpretado por: James Kirk[9]
- Apareceu em: Final Destination 2, Final Destination 5
- Estado atual: Falecido

Timothy "Tim" Carpenter é um dos sobreviventes do engavetamento da Rota 23. Ele é o segundo sobrevivente a morrer.
Tim é um menino de 15 anos que mora com sua mãe Nora Carpenter desde que seu pai morreu, quatro anos antes. No filme, Kimberly Corman tem uma premonição em que o carro de Nora bate em um tronco que caiu de um caminhão, matando os dois. Kimberly para o carro na rampa de entrada, impedindo-os de entrar na rodovia, e ele e os demais sobreviventes são posteriormente levados à delegacia para interrogatório. Enquanto estão lá, Kimberly os avisa que a Morte ainda pode estar atrás deles, mas ele e Nora ignoram seu aviso e vão embora. No dia seguinte, ele e a mãe vão à consulta no dentista. Enquanto está lá, ele recebe gás hilariante e o dentista sai devido a uma emergência. Ele fica entorpecido e incapaz de se mover quando um baiacu de plástico de um móvel cai em sua boca e quase o sufoca até a morte, mas outro dentista entra na sala e o remove antes que isso aconteça. Quando ele e Nora saem da clínica, Kimberly e o oficial Thomas Burke os alertam sobre os pombos, e Tim assusta vários pombos perto de uma calçada para se divertir. Um desses pombos cega um trabalhador da construção civil em um guindaste, que acidentalmente aciona um interruptor que derruba uma vidraça acima de Tim, esmagando-o.
Tim é visto novamente em uma montagem no final de Final Destination 5.

## Final Destination 3

### Amber Regan
- Interpretada por: Ecstasia Sanders
- Apareceu em: Final Destination 3
- Estado atual: Viva

Amber Regan é amiga de Julie Christensen e Perry Malinowski.
Amber visita o parque de diversões para a noite de formatura da McKinley High School com Julie e Perry. Ao contrário de Julie e Perry, ela não embarca na montanha-russa Devil's Flight e, portanto, é poupada da colisão. Amber e suas amigas mais tarde visitam a Feira do Tricentenário, onde ela testemunha Julie quase morrer ao ser empalada por uma grade, e Perry sendo empalada por um mastro de bandeira momentos depois. Horrorizada com a morte de Perry, ela sai rapidamente da feira.

### Ashley Freund e Ashlyn Halperin
- Interpretadas por: Chelan Simmons e Crystal Lowe
- Apareceram em: Final Destination 3, The Final Destination, Final Destination 5
- Estado atual: Ambas falecidas

Ashley Brooklyn Freund e Ashlyn Halperin são sobreviventes da montanha-russa Devil's Flight. Elas são a primeira e a segunda sobreviventes a morrer.
Ashley e Ashlyn são duas melhores amigas estúpidas que visitam o parque de diversões para a noite de formatura da McKinley High School. Elas embarcam na montanha-russa Devil's Flight, mas antes do passeio começar Wendy Christensen tem a premonição de que o passeio irá falhar. Na premonição de Wendy, Ashley e Ashlyn morrem com Carrie Dreyer e Jason Wise quando os carros da frente descarrilam. Quando Wendy entra em pânico, uma briga começa e elas saem irritadas, momentos antes do passeio falhar, como Wendy previu. No dia seguinte, em preparação para a formatura, decidem ir a um solário. Ashley entra na sala com Ashlyn, ignorando o trabalhador quando ele diz a ela para jogar fora a raspadinha, e a coloca sobre uma mesa acima da fonte de alimentação. Ashlyn liga o ar condicionado, enquanto Ashley folheia os CDs em uma prateleira, acidentalmente soltando a prateleira. Enquanto elas estão deitadas nas camas de bronzeamento, a condensação da raspadinha de Ashley começa a pingar na fonte de alimentação, causando mau funcionamento. O ar condicionado faz com que um cabide caia contra uma planta, que cai e derruba a prateleira. Quando Ashley e Ashlyn emergem das camas de bronzeamento, a prateleira desliza para dentro das aberturas, prendendo-as. À medida que a temperatura sobe, elas gritam por socorro e tentam escapar, mas as camas superaquecem e pegam fogo, bronzeando e/ou queimando as duas vivas.
As mortes de Ashley e Ashlyn são vistas novamente em formato de raio-x durante os créditos de abertura de The Final Destination, e novamente em uma montagem no final de Final Destination 5.
Em uma versão alternativa de Final Destination 3, Ashlyn sai da cama de bronzeamento antes que a prateleira prenda ela e Ashley, mas ela é nocauteada pela prateleira. Mais tarde, ela acorda com os gritos de Ashley e consegue abrir sua cama de bronzeamento, mas é eletrocutada junto com Ashley quando tenta salvá-la da outra cama de bronzeamento.

### Carrie Dreyer
- Interpretada por: Gina Holden
- Apareceu em: Final Destination 3
- Estado atual: Falecida

Carrie Dreyer é a melhor amiga de Wendy Christensen e namorada de Kevin Fischer. Ela foi vítima do descarrilamento da montanha-russa Devil's Flight.
Carrie está no último ano da McKinley High School e está prestes a ir para a Universidade da Califórnia em Berkeley. Ela vai à noite de formatura no parque de diversões com seu namorado Kevin, a melhor amiga Wendy e o namorado de Wendy Jason Wise. Os meninos inicialmente a fizeram sentar no fundo com Wendy, que não queria ver os rastros, mas Carrie insiste em sentar na frente e troca de lugar com Kevin. Quando Wendy tem a premonição de que a montanha-russa Devil's Flight vai cair, ela entra em pânico e é liberada do passeio, junto com vários outros. Os passageiros restantes começam a gritar, forçando os operadores a iniciar o passeio, que trava logo depois, como Wendy previu, e ela é a primeira a cair do passeio antes de Jason e dos outros. Kevin fica arrasado com a morte de Carrie e mais tarde revela a Wendy que planejava pedi-la em casamento após a formatura; ironicamente, Carrie já havia revelado a Wendy que planejava terminar com Kevin após a formatura.
Em uma versão alternativa de Final Destination 3, Carrie sobrevive ao descarrilamento após a premonição alternativa de Wendy. Ela terminou com Kevin no dia seguinte ao incidente. Depois de um semestre na faculdade, ela viaja pelo mundo e se torna groupie dos Médicos Sem Fronteiras.

### Erin Ulmer
- Interpretada por: Alexz Johnson
- Apareceu em: Final Destination 3, The Final Destination, Final Destination 5
- Estado atual: Falecida

Erin Ulmer é uma das sobreviventes da montanha-russa Devil's Flight. Ela é a quinta sobrevivente a morrer.
Erin é uma gótica que estuda na McKinley High School. Ela visita o parque de diversões para a noite de formatura com seu namorado ￼an McKinley, e eles embarcam juntos na montanha-russa Devil's Flight. Antes do passeio começar Wendy Christensen tem a premonição de que a montanha-russa vai quebrar. Na premonição de Wendy, Erin e Ian caem para a morte depois que o brinquedo fica preso em um circuito vertical. Quando Wendy entra em pânico, uma briga começa entre Kevin Fischer e Lewis Romero, e Lewis acidentalmente dá um tapa em Erin, fazendo com que Ian se envolva e os dois sejam expulsos do passeio, que cai momentos depois, como Wendy previu. Quando os sobreviventes começam a morrer, Wendy e Kevin vão até a loja de ferragens onde Erin e Ian trabalham para avisá-los, mas eles ficam céticos e sarcásticos. Sem que eles saibam, uma pilha de suprimentos cai na alavanca de câmbio de uma empilhadeira, que começa a segui-los. A empilhadeira perfura uma prateleira de suprimentos, fazendo com que várias tábuas grandes de madeira caiam. Wendy e Kevin conseguem salvar Ian antes que ele seja empalado, mas uma grande telha de madeira cai em outra tábua, que voa pelo ar e perfura um saco de serragem, cegando Erin. Ela cai de volta em uma pistola de pregos que atira vários pregos em sua cabeça, matando-a. Isso enfurece Ian, que culpa Wendy pela morte de Erin.
A morte de Erin é vista em formato de raio-x durante os créditos de abertura de The Final Destination e novamente em uma montagem no final de Final Destination 5.
Em uma versão alternativa de Final Destination 3, sua morte é a mesma, exceto que, como Ian disparou um tiro de advertência, os pombos voam sobre Erin em vez da serragem.

### Frankie Cheeks
- Interpretado por: Sam Easton
- Apareceu em: Final Destination 3, Final Destination 5
- Estado atual: Falecido

Franklin "Frankie" Cheeks é um dos sobreviventes da montanha-russa Devil's Flight. Ele é o terceiro sobrevivente a morrer.
Frankie é um ex-aluno pervertido da McKinley High School. Apesar de já ter se formado dois anos antes, ele comparece à noite de formatura de McKinley no parque de diversões, onde continua a assediar Ashley Freund e Ashlyn Halperin e as segue até a montanha-russa Devil's Flight. Antes do início do passeio, Wendy Christensen tem a premonição de que ele irá bater e, na premonição de Wendy, Frankie cai para a morte quando os carros da frente descarrilam. Quando ela entra em pânico, uma briga começa e Frankie segue Ashley e Ashlyn para fora do passeio, que cai logo depois. Wendy e Kevin Fischer mais tarde param em um drive-through local, onde um caminhão de cerveja bate na lateral do caminhão de Kevin, prendendo-os. Enquanto eles tentam escapar, um caminhão em movimento (sem motorista) desce uma colina em direção a eles. Kevin tenta fazer o motorista da frente se mover, mas é rejeitado. Wendy faz o casal atrás deles dar ré, mas o caminhão já está muito perto e Kevin é forçado a quebrar o para-brisa. Ele escapa com Wendy segundos antes de o caminhão bater na caminhonete de Kevin, descarregando um ventilador que é arremessado em direção ao motorista na frente deles, cortando sua nuca. Um minuto depois, eles veem que o motorista à frente deles era Frankie.
A morte de Frankie é referenciada durante os créditos de abertura de The Final Destination e é vista novamente em uma montagem no final de Final Destination 5.
Em uma versão alternativa de Final Destination 3, Kevin salva Frankie do ventilador do motor. Frankie planeja usar o dinheiro do seguro dos motoristas de ambos os caminhões em prostitutas em vez de comprar um carro novo para substituir o carro destruído. No entanto, Frankie é preso dias depois por um policial disfarçado que estava disfarçado de prostituta para atrair criminosos sexuais, fazendo com que uma pergunta aparecesse na tela perguntando ao público se Frankie deveria ter partido para morrer.

### Ian McKinley
- Interpretado por: Kris Lemche
- Apareceu em: Final Destination 3, Final Destination 5
- Estado atual: Falecido

Ian McKinley é um dos sobreviventes da montanha-russa Devil's Flight. Ele é o sétimo sobrevivente a morrer.
Ian é um gótico que estuda na McKinley High School. Ele visita o parque de diversões para a noite de formatura com sua namorada Erin Ulmer, e eles embarcam juntos na montanha-russa Devil's Flight. Antes do passeio começar, Wendy Christensen tem a premonição de que o passeio irá falhar. Na premonição de Wendy, Ian e Erin caem para a morte quando o brinquedo fica preso de cabeça para baixo. Ela entra em pânico, causando uma briga entre Kevin Fischer e Lewis Romero. Ian se envolve quando Lewis acidentalmente dá um tapa em Erin, e os dois são jogados para fora do passeio, que cai momentos depois. Quando os sobreviventes começam a morrer, Wendy e Kevin vão até a loja de ferragens onde Ian e Erin trabalham para avisá-los de que são os próximos na lista da Morte. Eles são céticos e sarcásticos, até que várias tábuas grandes de madeira caem e quase empalam Ian. Wendy consegue salvá-lo no último minuto, então a Morte o ignora e Erin é morta. Isso deixa Ian arrasado e faz com que ele fique ressentido com Wendy, embora ele tenha sido o responsável por carregar a pistola de pregos que matou Erin. Mais tarde, Ian confronta Wendy na Feira do Tricentenário da cidade, agora perturbado, e a culpa por torná-los alvos, incluindo Erin. Vendo o medo de Wendy, Ian acredita que a Morte tem um plano para ele em sua morte e está determinado a cumprir seu papel e fazer com que ela não sobreviva. Um carrinho de fogos de artifício dispara em sua direção e por pouco não atinge Wendy, atingindo um colhedor de cerejas. Enquanto Ian grita que a Morte não pode matá-lo, o colhedor de cerejas cai sobre Ian, dividindo-o ao meio. Em uma versão alternativa da cena, o colhedor de cerejas cai bem em cima de Ian, não deixando nada dele.
A morte de Ian é referenciada nos créditos de abertura de The Final Destination e é vista novamente em uma montagem no final de Final Destination 5.

### Jason Wise
- Interpretado por: Jesse Moss
- Apareceu em: Final Destination 3
- Estado atual: Falecido

Jason Robert Wise é o namorado de Wendy Christensen e uma vítima do descarrilamento da montanha-russa Devil's Flight.
Jason está no último ano da McKinley High School e visita o parque de diversões para a noite de formatura com Wendy, seu melhor amigo Kevin Fischer e a namorada de Kevin Carrie Dreyer. Quando Wendy tem a premonição de que a montanha-russa Devil's Flight vai cair, ela entra em pânico e é liberada do passeio. Jason exige ser liberado também, mas não consegue chamar a atenção dos operadores porque os demais passageiros gritam por cima dele, exigindo que iniciem o passeio. Ao ser escoltada para fora do passeio pelos seguranças, Wendy percebe que Jason ainda está na montanha-russa, volta correndo e implora ao operador para parar o passeio, mas ela é abordada pelos guardas e levada para fora. Wendy testemunha o descarrilamento da montanha-russa logo depois, e Jason cai para a morte após Carrie, deixando Wendy arrasada. Mais tarde, a primeira percepção de que as fotos que Wendy tirou na noite do acidente prenunciam a morte dos sobreviventes é quando Wendy vê uma foto que tirou de Jason com a montanha-russa ao fundo.
Em uma versão alternativa de Final Destination 3, Jason sobrevive ao descarrilamento após Wendy receber uma premonição alternativa.

### Julie Christensen
- Interpretada por: Amanda Crew

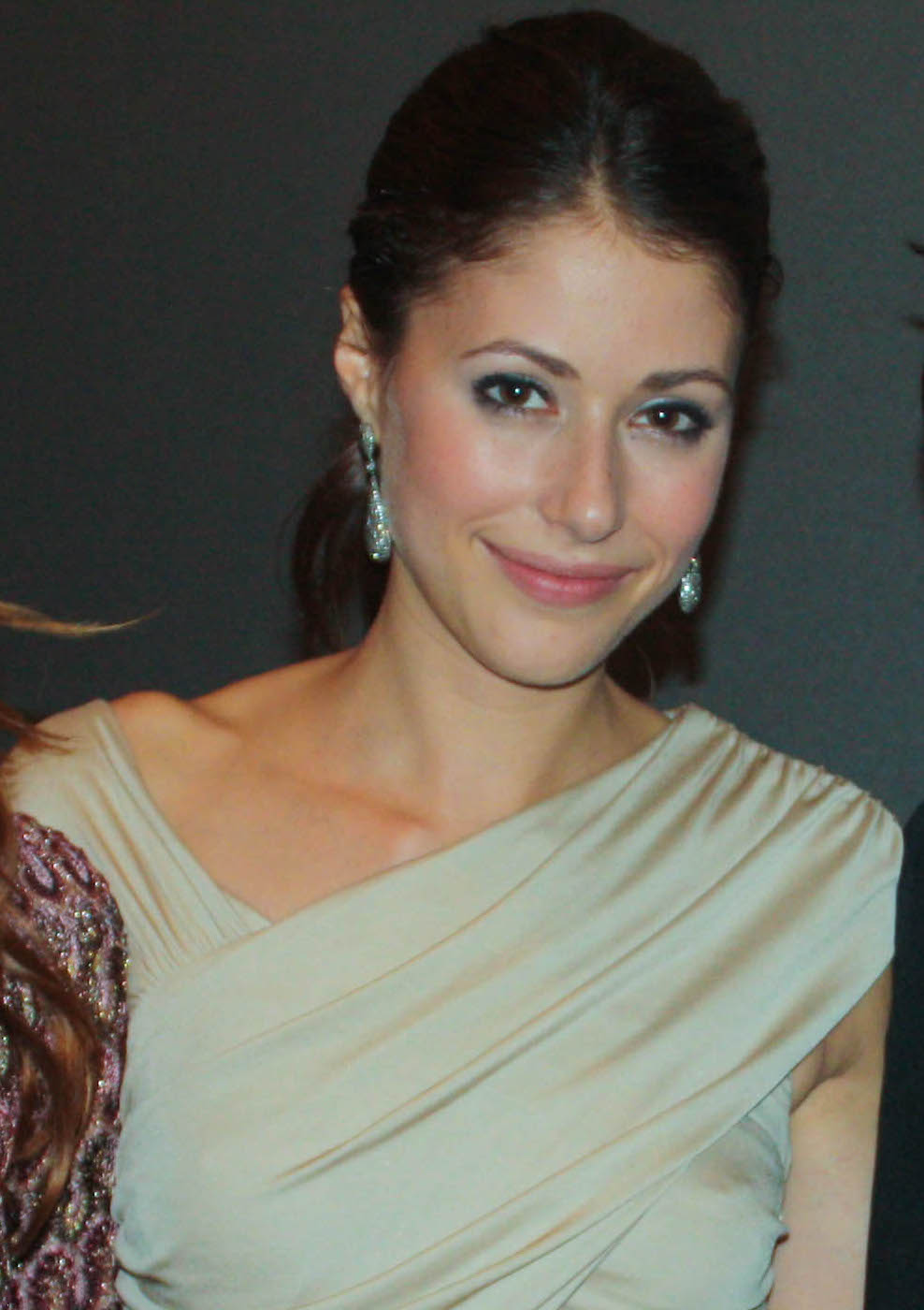
Amanda Crew interpretou Julie Christensen em Final Destination 3.

- Apareceu em: Final Destination 3, Final Destination 5
- Estado atual: Desconhecido

Julie Christensen é uma dos sobreviventes da montanha-russa Devil's Flight.
Julie é a irmã mais nova de Wendy Christensen, que frequenta a noite de formatura da McKinley High School no parque de diversões, apesar de estar no segundo ano. Sem o conhecimento de Wendy, ela e sua amiga Perry Malinowski embarcam na montanha-russa Devil's Flight e até sentam bem na frente de Wendy e Kevin Fischer. Na premonição de Wendy, as duas morrem ao lado de Ian McKinley e Erin Ulmer quando o passeio fica preso de cabeça para baixo em um circuito vertical. Quando Wendy entra em pânico, Julie e Perry abandonam o passeio, mas passam despercebidas devido a toda a comoção. Mais tarde, enquanto Julie está na Feira do Tricentenário da cidade com suas amigas, Wendy percebe que ela também estava no passeio, depois de notar a foto de um passageiro não identificável usando a pulseira de Julie. Ela corre para salvar Julie, enquanto Kevin tenta avisá-la. Enquanto isso, dois brincalhões assustam um cavalo amarrado a um poste com fogos de artifício, fazendo-o correr em pânico pela feira. A corda amarrada ao cavalo se enrola no pescoço de Julie e ela é arrastada pela feira, mas Kevin consegue cortar a corda antes que ela seja empalada por uma grade, e a Morte a salta. Cinco meses depois, Julie coincidentemente cruza o caminho de Wendy e Kevin no metrô. Wendy tem a premonição de que o trem irá descarrilar e Julie será destruída por uma roda perdida. Quando ela os avisa, eles tentam parar o trem, e a tela fica preta, seguida pelo som de metal estridente, deixando o destino de Julie desconhecido.
Julie é vista novamente em uma montagem no final de Final Destination 5.

### Kevin Fischer
- Interpretado por: Ryan Merriman[23]
- Apareceu em: Final Destination 3, Final Destination 5
- Estado atual: Desconhecido

Kevin Fischer é um dos sobreviventes da montanha-russa Devil's Flight.
Kevin está no último ano da McKinley High School e vai à noite de formatura no parque de diversões com sua namorada Carrie Dreyer, seu melhor amigo Jason Wise e a namorada de Jason Wendy Christensen. Ao embarcarem na montanha-russa Devil's Flight, Wendy tem a premonição de que o passeio irá falhar. Em sua premonição, Kevin é cortado ao meio por um tubo de metal. Quando ela entra em pânico, Kevin acaba brigando com Lewis Romero e é expulso do passeio, que trava logo depois. Apesar de sua tristeza pela morte de Carrie, Kevin fica fascinado pelo fenômeno paranormal que Wendy vivenciou e pesquisa premonições que o levam a saber do desastre do voo 180 e da morte dos sobreviventes. Ele avisa Wendy que a Morte ainda está atrás deles e ela inicialmente rejeita suas descobertas; mas quando os outros sobreviventes começam a morrer, eles trabalham juntos para salvar os que permanecem. Kevin quase é morto na celebração do Tricentenário de McKinley quando uma churrasqueira com defeito explode em seu rosto, mas Wendy o puxa de volta no último segundo e a Morte o ignora. Cinco meses depois, Kevin cruza o caminho de Wendy e sua irmã Julie Christensen em um trem do metrô. Wendy tem outra premonição de que o trem irá bater, e Kevin ficará preso entre o trem e a parede do túnel após cair da janela. Depois disso, Kevin vê a expressão de Wendy e percebe o que vai acontecer. Os três tentam parar o trem, com Kevin tentando usar o freio de emergência, e a tela fica preta, seguida pelo som de metal estridente, deixando seu destino desconhecido.
Kevin é visto novamente em uma montagem no final de Final Destination 5.
Em uma cena prolongada, Kevin almeja seguir carreira na aplicação da lei e trabalha como segurança para ganhar créditos para a academia de polícia em que se matriculou.

### Lewis Romero
- Interpretado por: Texas Battle
- Apareceu em: Final Destination 3, The Final Destination, Final Destination 5
- Estado atual: Falecido

Lewis Romero é um dos sobreviventes da montanha-russa Devil's Flight. Ele é o quarto sobrevivente a morrer.
Lewis é um atleta arrogante e competitivo e formado na McKinley High School, que acredita que sua vida será uma série de vitórias e triunfos sem perdas. Anteriormente, ele fez o teste para jogar no time de futebol americano universitário, o Bruins, da Universidade da Califórnia em Los Angeles. Lewis é rejeitado por eles, mas é aceito por outro time, ainda não celebrado, os Sultões; ele então compartilha o ódio de seus companheiros contra os Bruins desde então. Durante uma noite de formatura do ensino médio, Lewis visita um parque de diversões local com sua turma de formandos e embarca na montanha-russa Devils's Flight. Antes do passeio começar, Wendy Christensen tem a premonição de que o passeio irá falhar. Na premonição de Wendy, a coluna de Lewis é quebrada pelos trilhos quando ele cai da cadeira. Quando Wendy entra em pânico, Lewis começa a zombar dela, acreditando que ela está inventando tudo para chamar a atenção. Ele briga com Kevin Fischer e eles são expulsos do passeio, que cai momentos depois, como Wendy previu. Quando os sobreviventes começam a morrer, Wendy e Kevin visitam Lewis em uma academia para avisá-lo de que ele é o próximo na lista da Morte, mas ele ignora rudemente o aviso. Enquanto Lewis treina em uma máquina Bowflex, um dos levantadores de peso nocauteia a garra de uma estátua de urso, que atinge outro levantador de peso no olho, fazendo-o largar os pesos, o que derruba duas espadas exibidas que balançam para baixo e cortam os fios aos pesos da máquina Bowflex. Quando Lewis levanta a máquina mais uma vez, os pesos caem e esmagam sua cabeça.
Em uma versão alternativa da cena, quando Wendy dá outra olhada na foto de Lewis, sua morte ocorre muito antes, assim que Wendy e Kevin visitam a academia.
A morte premonitória de Lewis é vista em formato de raio-x durante os créditos de abertura de The Final Destination, e ele é visto novamente em uma montagem no final de Final Destination 5.

### Perry Malinowski
- Interpretada por: Maggie Ma
- Apareceu em: Final Destination 3, The Final Destination, Final Destination 5
- Estado atual: Falecida

Perry Malinowski é uma dos sobreviventes da montanha-russa Devil's Flight. Ela é a sexta sobrevivente a morrer.
Perry visita o parque de diversões com suas amigas Julie Christensen e Amber Regan para a noite de formatura da McKinley High School. Sem o conhecimento de Wendy Christensen, ela embarca na montanha-russa Devil's Flight com Julie. Na premonição de Wendy, Perry cai para a morte quando o passeio fica preso em um loop. Ela e Julie abandonam rapidamente o brinquedo antes que ele bata, mas passam despercebidas devido a toda a comoção. Wendy mais tarde descobre que Julie também estava viajando e corre para a Feira do Tricentenário de McKinley para salvá-la. Wendy chega no momento em que um cavalo assustado começa a arrastar Julie pela feira, mas Kevin Fischer salva Julie antes que ela seja empalada por uma grade. Os guardas tentam acalmar o cavalo e amarrá-lo a um mastro. Quando Perry e Amber chegam para consolar Julie, Wendy implora a Julie que conte quem estava sentado ao lado dela no passeio, já que essa pessoa será a próxima na lista da Morte. Perry percebe que ela será a próxima, no momento em que o cavalo perde o controle e quebra o mastro da bandeira, que voa em sua direção. Enquanto Perry se levanta, o mastro da bandeira a empala no peito, matando-a.
A morte de Perry é vista em formato de raio-x durante os créditos de abertura de The Final Destination e novamente em uma montagem no final de Final Destination 5.

### Wendy Christensen

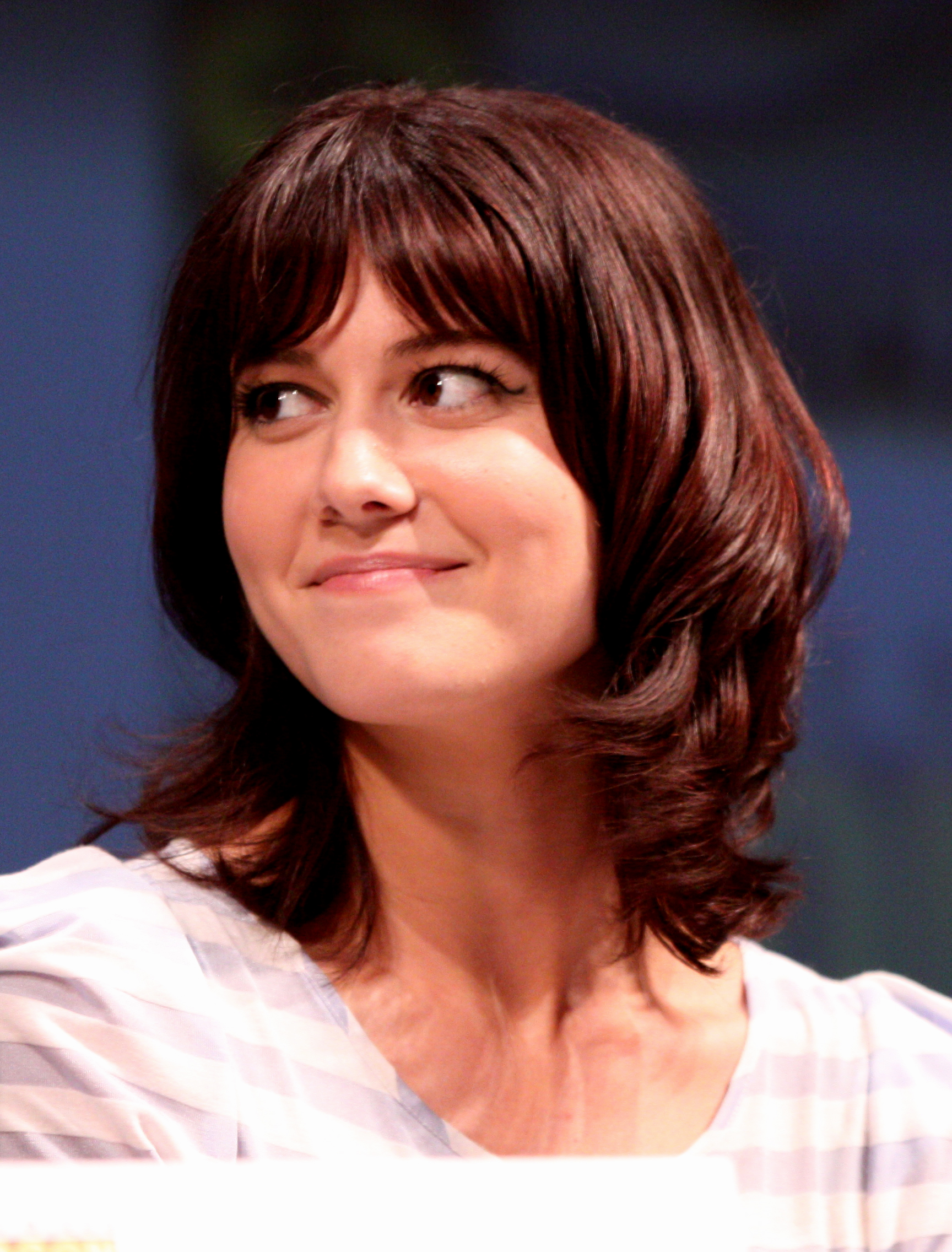
Mary Elizabeth Winstead interpretou Wendy Christensen em Final Destination 3.

- Interpretada por: Mary Elizabeth Winstead
- Apareceu em: Final Destination 3, Final Destination 5
- Estado atual: Desconhecido

Wendy Christensen é a protagonista e visionária de Final Destination 3. Ela é uma das sobreviventes da montanha-russa Devil's Flight.
Wendy é uma fotógrafa do último ano da McKinley High School, que visita o parque de diversões para a noite de formatura com seu namorado Jason Wise, melhor amiga Carrie Dreyer e o namorado de Carrie Kevin Fischer. Wendy é considerada uma maníaca por controle entre seus colegas, e sua ansiedade fica evidente quando eles decidem andar na montanha-russa Devil's Flight. Antes do passeio começar, Wendy tem uma visão de que ele irá bater, matando todos que estiverem nele. Quando ela entra em pânico, Wendy é escoltada para fora do passeio, junto com outras nove pessoas, e testemunha o acidente logo depois, matando os passageiros restantes, incluindo Jason e Carrie, deixando Wendy arrasada. Depois de saber o que aconteceu com os sobreviventes do voo 180 e da Rota 23, ela percebe que a Morte ainda está atrás deles, e sai com Kevin para salvar os outros usando fotos que ela tirou na noite do acidente, que fornecem pistas sobre como a próxima pessoa morrerá. A maioria de suas tentativas são inúteis, com exceção de Ian McKinley, sua irmã mais nova Julie Christensen e Kevin. Culpando-a pela morte de sua namorada Erin Ulmer, Ian confronta Wendy na Feira do Tricentenário da cidade. A morte ignora Wendy depois que Ian, sem saber, a salva, pisando no lugar que Wendy deveria ser esmagada e Ian é esmagado por um colhedor de cerejas próximo.  Isso leva Wendy a acreditar que, como todos foram ignorados, agora estão a salvo da morte. Cinco meses depois, Wendy cruza com Kevin e Julie em um trem do metrô e tem outra premonição de que o trem irá cair. Wendy sobrevive ao acidente, mas é atropelada por outro trem. Enquanto eles tentam parar o trem, a tela fica preta seguida pelo som de metal estridente, deixando o destino de Wendy desconhecido.
A possível morte de Wendy (ser atropelada por um trem) é referenciada nos créditos de abertura de The Final Destination, e é vista novamente em uma montagem no final de Final Destination 5.

## The Final Destination

### Andy Kewzer
- Interpretado por: Andrew Fiscella
- Apareceu em: The Final Destination, Final Destination 5
- Estado atual: Falecido

Andrew "Andy" Kewzer é um dos sobreviventes do acidente no McKinley Speedway. Ele é o quarto sobrevivente a morrer.
Andy é um mecânico que visita o McKinley Speedway com sua namorada Nadia Monroy. Na premonição de Nick O'Bannon, Andy corre para chegar à saída depois que Nadia é decapitada por um pneu, mas é morto quando tropeça e uma tábua afiada empala sua nuca e sai de sua boca. Quando Nick entra em pânico e tenta escapar, ele acidentalmente esbarra em Andy, e ele e Nadia o seguem para fora do estádio. Momentos depois, Nadia é destruída por um pneu perdido, deixando Andy arrasado. Quando os sobreviventes começam a morrer, Nick, George Lanter e Lori Milligan visitam Andy na oficina mecânica para avisá-lo de que ele é o próximo na lista da Morte, mas ele não acredita neles. Depois que um caminhão quase o esmagou contra uma cerca hachurada, um tanque de CO2 explode e voa em direção a Andy, jogando-o contra a cerca e fazendo suas costas se despedaçarem.
Andy é visto novamente em uma montagem no final de Final Destination 5.

### Carter Daniels
- Interpretado por: Justin Welborn
- Apareceu em: The Final Destination, Final Destination 5
- Estado atual: Falecido

Carter Daniels é um dos sobreviventes do acidente no McKinley Speedway. Ele é o segundo sobrevivente a morrer.
Carter é um motorista de caminhão de reboque branco do sul neo-nazista que visita o McKinley Speedway com sua esposa Cynthia Daniels, que é tão intolerante quanto o marido. Na premonição de Nick O'Bannon, o casal é morto quando destroços voam para dentro do estádio e os cortam ao meio. Quando Nick entra em pânico e tenta escapar, ele acidentalmente esbarra em Carter ao sair. Carter o segue para fora do estádio e ordena que Cynthia fique para trás. Momentos depois, quando o acidente ocorre, o segurança George Lanter se recusa a deixá-lo voltar para buscar sua esposa, que morre no desastre. Carter, arrasado, culpa George pela morte de sua esposa, além de já o odiar por ser afro-americano. Ele também é hostil com Nick, considerando-o uma aberração por causa de sua premonição. Ao tentar colocar fogo em uma cruz gigante no gramado da frente de George, uma ferradura pendurada no espelho retrovisor de seu caminhão de reboque cai na alavanca de câmbio e o caminhão começa a se afastar (ironicamente enquanto seu rádio toca a música anti-discriminação "Why Can't We Be Friends?" da banda interracial War). Carter tenta parar seu caminhão, mas um cabo de reboque solto se enrola em seu tornozelo e o arrasta rua abaixo. O gás é derramado do caminhão e o cabo acende, incendiando Carter, antes que o caminhão finalmente exploda. Carter é feito em pedaços e sua cabeça decepada cai no gramado de George.
Carter é visto novamente em uma montagem no final de Final Destination 5.

### Cynthia Daniels
- Interpretada por: Lara Grice
- Apareceu em: The Final Destination, Final Destination 5
- Estado atual: Falecida

Cynthia Daniels é a esposa de Carter Daniels e uma vítima no acidente do McKinley Speedway.
Cynthia visita o McKinley Speedway com seu marido Carter. Assim como seu marido, Cynthia também é racista, pois desrespeitou o segurança George Lanter com seu cônjuge antes das colisões na estrada. Na premonição de Nick O'Bannon, o casal é morto quando destroços voam para dentro do estádio e os cortam ao meio. Quando Nick entra em pânico e tenta sair do estádio, ele acidentalmente esbarra em Carter. Carter segue Nick para fora do estádio e instrui Cynthia a ficar para trás. Quando o acidente ocorre momentos depois, George se recusa a deixar Carter voltar para buscá-la, e ela morre no acidente. A morte dela arrasa Carter e faz com que ele fique ressentido com George, a quem ele culpa pela morte de sua esposa.
Cynthia é vista novamente em uma montagem no final de Final Destination 5.

### George Lanter
- Interpretado por: Mykelti Williamson
- Apareceu em: The Final Destination, Final Destination 5
- Estado atual: Falecido

George Lanter é um dos sobreviventes do acidente no McKinley Speedway. Ele é o sétimo sobrevivente a morrer.
George é um segurança que trabalha nas arquibancadas do McKinley Speedway. Ele é viúvo e alcoólatra em recuperação que sofre com a morte de sua esposa e filha, e inadvertidamente responsável pelo acidente que as matou porque na época ele dirigia sob o efeito do álcool. Na premonição de Nick O'Bannon, George e Lori Milligan são incinerados por um incêndio causado pela explosão de um motor. Quando Nick entra em pânico, George o acompanha e testemunha o acidente ocorrer momentos depois. Ele acredita em Nick e Lori quando eles o avisam que a Morte ainda está atrás deles e tenta ajudá-los a salvar os outros sobreviventes. Depois que ele e Lori salvaram Janet Cunningham de um lava-rápido com defeito, George percebe que ele é o próximo na lista da Morte. Ele tenta tirar a própria vida, mas suas múltiplas tentativas fracassadas levam o trio a acreditar que salvar Janet arruinou o plano da Morte. Mais tarde, Nick percebe que Jonathan Groves era o próximo, e eles correm para o hospital para salvá-lo, mas chegam tarde demais. Ao saírem, George é atropelado e morto por uma ambulância em alta velocidade.
A morte de George é vista novamente em uma montagem no final de Final Destination 5.

### Hunt Wynorski
- Interpretado por: Nick Zano

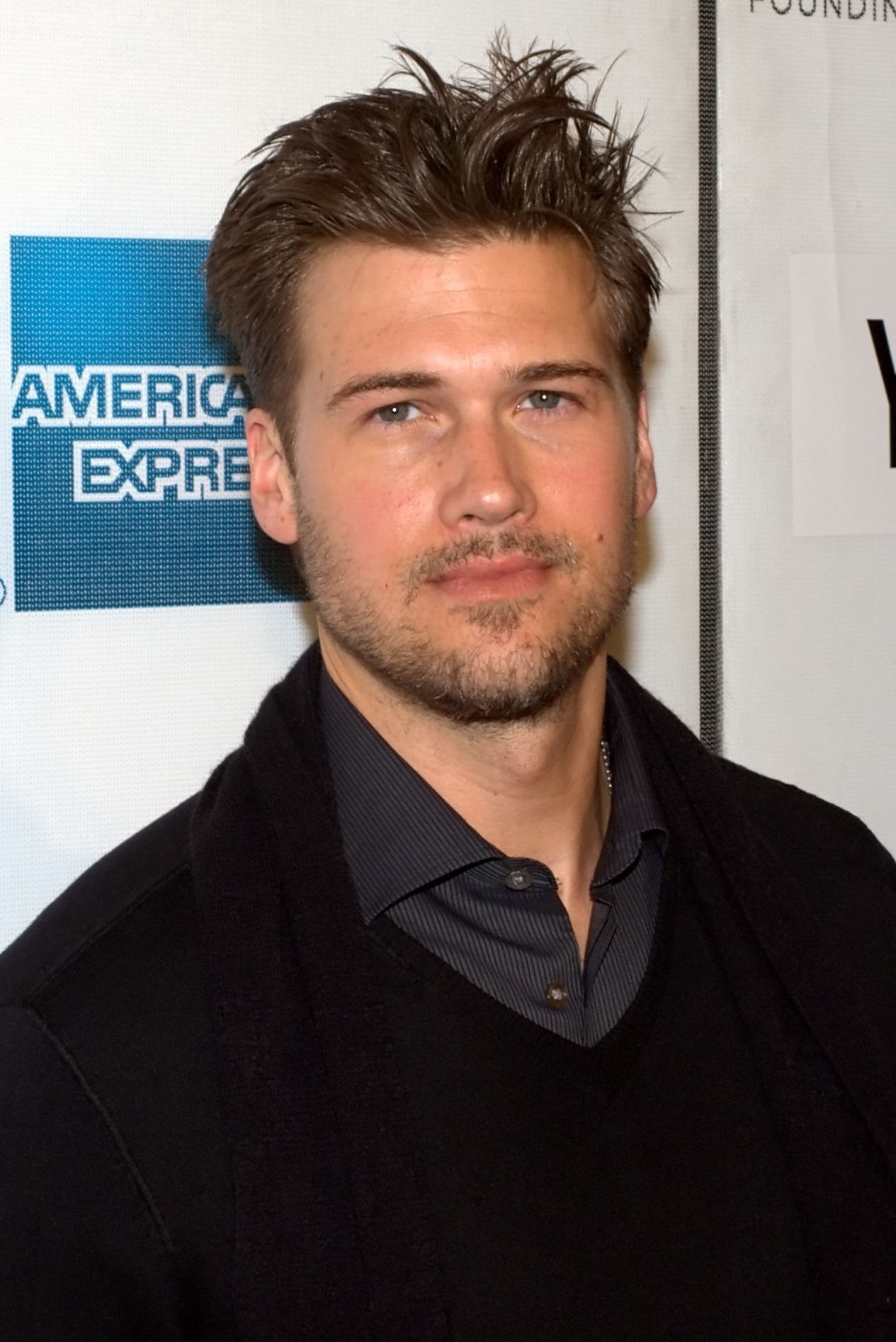
Nick Zano interpretou Hunt Wynorski em The Final Destination.

- Apareceu em: The Final Destination, Final Destination 5
- Estado atual: Falecido

Hunt Wynorski é o melhor amigo de Nick O'Bannon e um dos sobreviventes do acidente no McKinley Speedway. Ele é o quinto sobrevivente a morrer.
Hunt é um estudante universitário que visita o McKinley Speedway para uma pausa nos estudos, com seu melhor amigo Nick, a namorada de Nick Lori Milligan e sua ex-namorada Janet Cunningham. Na premonição de Nick, Hunt e Janet são esmagados pelas arquibancadas de concreto quando o estádio desaba. Quando Nick entra em pânico, Hunt o segue para fora do estádio e testemunha o acidente ocorrer momentos depois. Ele fica sarcástico e cético quando Nick e Lori tentam avisá-lo de que a Morte ainda está atrás deles. Depois de receber outra visão, Nick tenta alertar Hunt para ficar longe da água. Enquanto estava na piscina de um clube de campo, um garoto esguicha Hunt com uma pistola de água, danificando seu telefone. Hunt pega a arma e a coloca na caixa de controle da piscina, mas a arma cai em uma alavanca, fazendo com que a piscina comece a drenar. Enquanto ele relaxa na piscina, alguém no campo adjacente acerta uma bola de golfe, que atinge Hunt. Ele deixa cair sua moeda da sorte, que rola na piscina e é sugada pelo ralo. Quando Hunt mergulha na piscina para recuperá-lo, ele também é sugado pelo ralo. Incapaz de se mover, Hunt fica debaixo d'água tentando gritar por socorro enquanto a pressão de drenagem aumenta. O dreno eventualmente suga seus intestinos pelas nádegas, que são então expelidos por uma bomba à beira da piscina, junto com sua moeda da sorte.
A morte de Hunt é vista novamente em uma montagem no final de Final Destination 5.

### Janet Cunningham
- Interpretada por: Haley Webb
- Apareceu em: The Final Destination, Final Destination 5
- Estado atual: Falecida

Janet Cunningham é a melhor amiga de Lori Milligan e uma das sobreviventes do acidente no McKinley Speedway. Ela é a oitava sobrevivente a morrer.
Janet é uma estudante universitária que é forçada a ir ao autódromo com sua melhor amiga Lori, o namorado de Lori Nick O'Bannon e seu ex-namorado Hunt Wynorski, em vez de ir ao cinema como ela queria. Na premonição de Nick, ela e Hunt são esmagados sob arquibancadas de concreto quando o estádio desaba. Quando Nick entra em pânico, ela o segue para fora do estádio antes que ocorra o acidente. Depois, os sobreviventes começam a morrer um por um em uma série de acidentes estranhos. Nick e Lori tentam avisar Janet que a Morte ainda está atrás deles, mas ela se recusa a acreditar neles. Ela quase morre em um lava-rápido, mas Lori e George Lanter chegam a tempo de salvá-la, o que os leva a acreditar que trapacearam o plano da Morte. Mais tarde, ela e Lori visitam um cinema de shopping, que teria explodido, enviando estilhaços no rosto de Janet, mas Nick consegue impedir a explosão antes que ela ocorresse, levando-os a acreditar que enganaram a Morte novamente. Duas semanas depois, enquanto estava em um café com Janet e Lori, Nick percebe que a visão do desastre no shopping era apenas uma simulação destinada a levá-los até onde eles precisavam estar para que a Morte atacasse. Enquanto ele transmite essa informação para Janet e Lori, um grande caminhão bate na cafeteria matando as três; A coluna de Janet é esmagada pelos pneus.
Janet é vista novamente em uma montagem no final de Final Destination 5.

### Jonathan Groves
- Interpretado por: Jackson Walker
- Apareceu em: The Final Destination
- Estado atual: Falecido

Jonathan Groves é um dos sobreviventes do acidente no McKinley Speedway. Ele é o sexto sobrevivente a morrer.
Jonathan é um cowboy que visita o McKinley Speedway. Na premonição de Nick O'Bannon, Nick pede a ele para se mover para que Lori Milligan possa ver apenas momentos antes do acidente de carro que causa o colapso da pista, e Jonathan é morto por um carro que voa contra o estádio. Nick a princípio não se lembra de Jonathan porque ele nunca saiu do estádio com os outros sobreviventes, mas depois vê em uma reportagem que ele ficou ferido no acidente e foi encaminhado para o hospital. É revelado que, como Nick saiu do estádio antes de pedir-lhe para se mudar, como fez em sua premonição, ele inadvertidamente salvou a vida de Jonathan, colocando-o na lista da Morte. Nick e George Lanter correm para salvá-lo no hospital, mas chegam tarde demais e ele é esmagado por uma banheira transbordante que cai no chão acima dele.

### Lori Milligan

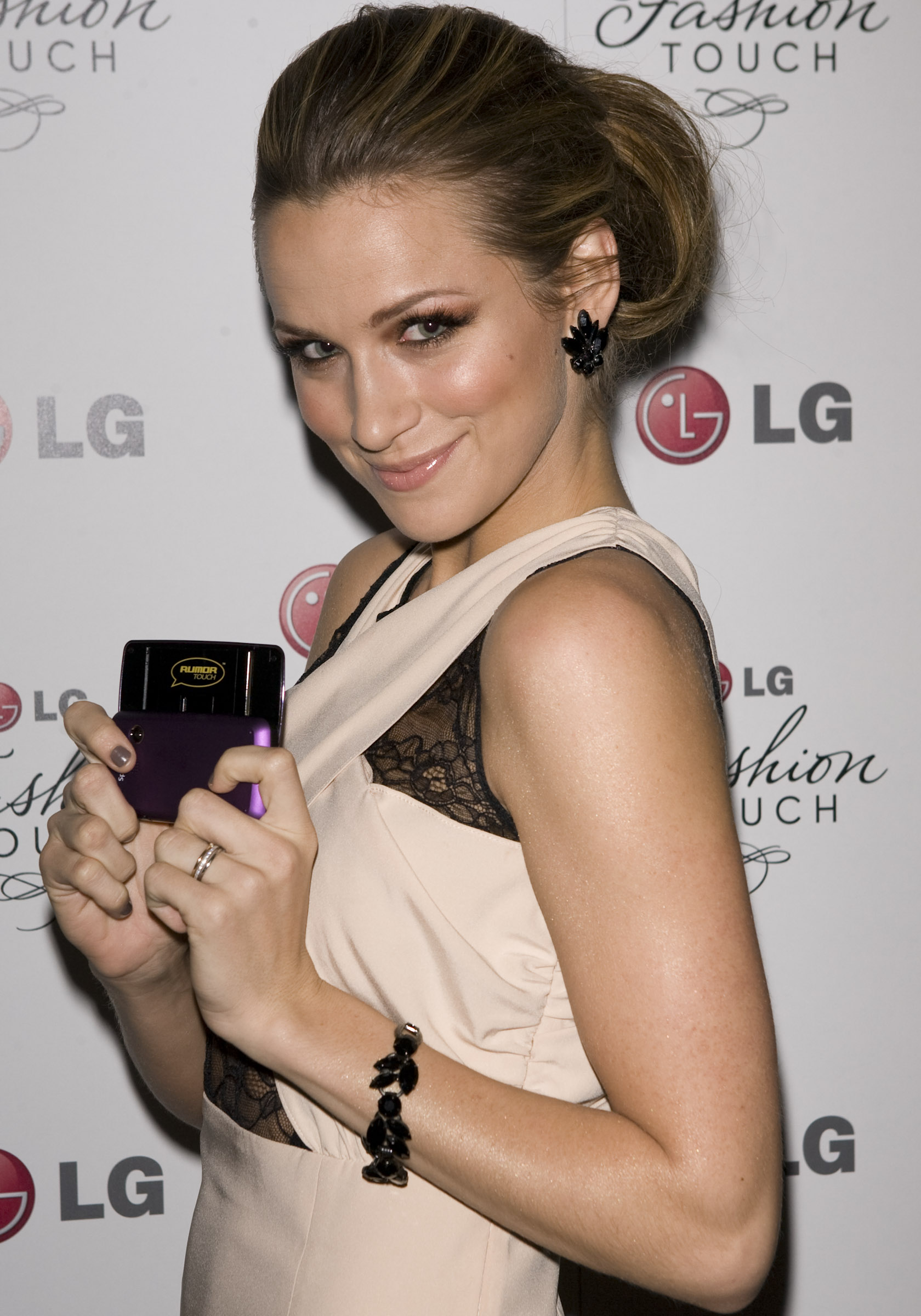
Shantel VanSanten interpretou Lori Milligan em The Final Destination.

- Interpretada por: Shantel VanSanten
- Apareceu em: The Final Destination, Final Destination 5
- Estado atual: Falecida

Lori Milligan é a namorada de Nick O'Bannon e uma das sobreviventes do acidente no autódromo de McKinley. Ela é a nona sobrevivente a morrer.
Lori é uma estudante universitária que visita o McKinley Speedway para uma pausa nos estudos com Nick, sua melhor amiga Janet Cunningham e Hunt Wynorski. Na premonição de Nick, Lori morre quando um motor explode e a envolve em chamas. Quando Nick entra em pânico, ela o segue para fora do estádio e testemunha o acidente ocorrer momentos depois. Quando os sobreviventes começam a morrer um por um em uma série de acidentes bizarros, ela e Nick tentam salvar os que restaram. Lori e George Lanter conseguem salvar Janet, levando-os a acreditar que enganaram a Morte. No entanto, ao visitar o cinema de um shopping com Janet, Lori também começa a ver presságios e suspeita que eles ainda estão em perigo. Nick tem outra premonição de uma explosão desastrosa em um shopping em que Lori teria morrido após cair em uma escada rolante aberta, mas ele consegue chegar a tempo de impedir a explosão antes que ela ocorra, levando-os a acreditar que enganaram a Morte. Duas semanas depois, enquanto estava em um café com Lori e Janet, Nick percebe que a visão do desastre no shopping era apenas uma simulação destinada a levá-los até onde eles precisavam estar para que a Morte atacasse. Enquanto ele transmite essa informação para Lori e Janet, um caminhão bate na janela e mata as três; O pescoço de Lori é quebrado pelo impacto e ela é decapitada.
Lori é vista novamente em uma montagem no final de Final Destination 5.

### Nadia Monroy
- Interpretada por: Stephanie Honoré
- Apareceu em: The Final Destination, Final Destination 5
- Estado atual: Falecida

Nadia Checo-Peña Monroy é a namorada de Andy Kewzer e uma das sobreviventes do acidente no autódromo de McKinley. Ela é a primeira sobrevivente a morrer.
Nadia visita o McKinley Speedway com seu namorado Andy. Na premonição de Nick O'Bannon, Nadia é morta quando um pneu perdido voa para o estádio e a decapita. Quando Nick entra em pânico e tenta escapar, ele acidentalmente esbarra em Andy, que com raiva o segue para fora do estádio com Nadia a reboque. Enquanto ela repreende o grupo por suas ações, ocorre o acidente e um pneu perdido voa para fora do estádio e a destrói, cortando sua cabeça e braço esquerdo, semelhante à sua morte na premonição de Nick.
A morte de Nadia é vista novamente em uma montagem no final de Final Destination 5.

### Nick O'Bannon
- Interpretado por: Bobby Campo
- Apareceu em: The Final Destination, Final Destination 5
- Estado atual: Falecido

Nicholas "Nick" O'Bannon é o protagonista e visionário de The Final Destination. Ele é um dos sobreviventes do acidente no McKinley Speedway e é o décimo e último sobrevivente a morrer.
Nick é um estudante universitário que visita o McKinley Speedway para uma pausa nos estudos com sua namorada Lori Milligan e seus amigos, Hunt Wynorski e Janet Cunningham. Enquanto assistia à corrida, Nick tem a premonição de que um grande acidente enviará destroços para as arquibancadas, fazendo com que o estádio desabe sobre os convidados. Em sua premonição, Nick é morto quando a força de uma explosão de motor o empurra contra um tubo de metal. Ele pede que seus amigos deixem o autódromo, e uma briga começa entre Nick e vários outros espectadores, que o seguem para fora do estádio antes que o acidente ocorra. Quando os sobreviventes começam a morrer um por um em uma série de acidentes estranhos, ele e Lori tentam salvar aqueles que permanecem usando suas visões, que fornecem pistas sobre como a próxima pessoa morrerá. Mais tarde, Nick tem a visão de um incêndio desastroso em um shopping que teria matado Lori e Janet, mas ele consegue impedi-lo antes que aconteça, levando-os a acreditar que enganaram a Morte. Duas semanas depois, enquanto estava em um café com Lori e Janet, Nick percebe que a visão do desastre no shopping era apenas uma simulação destinada a levá-los até onde eles precisavam estar para que a Morte atacasse. Ao perceber isso, um caminhão quebra a janela, matando os três; Nick é jogado contra uma parede e o impacto quebra sua cabeça e desloca sua mandíbula.
Nick é visto novamente em uma montagem no final de Final Destination 5.

### Samantha Lane
- Interpretada por: Krista Allen
- Apareceu em: The Final Destination, Final Destination 5
- Estado atual: Falecida

Samantha Megan Lane é uma dos sobreviventes do acidente no McKinley Speedway. Ela é a terceira sobrevivente a morrer.
Samantha visita o McKinley Speedway com seu marido, Edward e dois filhos, Ryan e Daniel. Na premonição de Nick O'Bannon, Samantha é pisoteada por espectadores em fuga, antes de ser esmagada pelo motor de um carro que voa para dentro do estádio. Depois que Nick entra em pânico, ela e o marido seguem os filhos para fora da pista e testemunham o acidente ocorrer momentos depois. Eles agradecem a Nick durante uma vigília à luz de velas realizada no estádio na noite seguinte. Mais tarde, Samantha visita um salão de beleza, onde ocorre uma série de acidentes angustiantes. Enquanto ela estava saindo, uma pedra, que foi jogada no caminho de um cortador de grama por um de seus filhos, atinge seu olho, matando-a.
A morte de Samantha é vista novamente em uma montagem no final de Final Destination 5.

## Final Destination 5

### Candice Hooper
- Interpretada por: Ellen Wroe
- Apareceu em: Final Destination 5
- Estado atual: Falecida

Candice Martina Hooper é uma dos sobreviventes da ponte North Bay. Ela é a primeira sobrevivente a morrer.
Candice é namorada de Peter Friedkin e estagiária na Presage Paper. Ela também é estudante universitária e ginasta do time do colégio. Ela e seus colegas de trabalho estão a caminho de um retiro corporativo quando Sam Lawton tem a premonição de que a ponte que estão atravessando irá desabar. Na premonição de Sam, Candice teria morrido após cair da ponte e ser empalada pelo mastro de um veleiro. Candice segue Peter para fora do ônibus e testemunha o colapso da ponte momentos depois. Mais tarde, ela participa de um encontro de ginástica com Peter, onde é perseguida pela Morte. Quando outra mulher pisa em um parafuso vertical que caiu nas vigas de equilíbrio, ela cai, derrubando uma grande tigela de pólvora em um ventilador. A poeira cega Candice, que cai das barras irregulares, e seu corpo se dobra ao meio para trás, quebrando sua coluna e matando-a.

### Dennis Lapman
- Interpretado por: David Koechner
- Apareceu em: Final Destination 5
- Estado atual: Falecido

Dennis Lapman é um dos sobreviventes da ponte North Bay. Ele é o quarto sobrevivente a morrer.
Dennis é o gerente da Presage Paper. Ele e seus funcionários estão a caminho de um retiro corporativo quando Sam Lawton tem a premonição de que a ponte que estão atravessando irá desabar. Na premonição de Sam, Dennis teria sido queimado pelo asfalto quente derramado de um caminhão-tanque antes de cair da ponte para a morte. Quando Sam entra em pânico, Dennis o segue para fora do ônibus e observa a ponte desabar logo depois. Dennis não leva Peter Friedkin a sério quando tenta avisá-lo de que a Morte ainda está atrás deles. Dennis mais tarde chega para confrontar os sobreviventes sobre a morte de Roy Carson quando ele morre em um acidente de armazém, e ele próprio é morto quando uma chave inglesa lançada por uma lixadeira de cinta é atirada em seu rosto enquanto os outros sobreviventes e trabalhadores da fábrica assistem horrorizados.

### Isaac Palmer
- Interpretado por: P. J. Byrne
- Apareceu em: Final Destination 5
- Estado atual: Falecido

Isaac Palmer é um dos sobreviventes da ponte North Bay. Ele é o segundo sobrevivente a morrer.
Isaac é funcionário de escritório da Presage Paper e um mulherengo perverso. Ele e seus colegas de trabalho estão a caminho de um retiro corporativo quando Sam Lawton tem a premonição de que a ponte que estão atravessando irá desabar. Na premonição de Sam, Isaac teria ficado preso dentro do ônibus e morto ao cair no rio. Quando Sam entra em pânico, Isaac confuso o segue para fora do ônibus e testemunha o colapso da ponte momentos depois. Depois, enquanto roubava itens das mesas de seus falecidos colegas de trabalho, Isaac encontra um cupom para uma sessão de acupuntura em um spa chinês. Depois que a massagista termina a sessão de acupuntura ela o deixa na mesa. Pouco depois de ela sair, um incêndio irrompe, causado pela queima de incenso caindo nas toalhas. Quando Isaac tenta escapar, as pernas da mesa quebram, enfraquecidas por uma massagem agressiva que recebeu anteriormente, e ele cai de bruços no chão, enfiando as agulhas profundamente na pele. O fogo se agrava quando uma vela que cai, derrubada de uma prateleira pela vibração de seu telefone, incendeia o álcool derramado (usado para esterilizar as agulhas). Isaac evita por pouco o fogo crescente, mas alguns segundos depois, uma prateleira que segura uma pesada estátua de Buda se quebra, fazendo com que a estátua caia e esmague sua cabeça. Na versão alternativa, a morte de Isaac é diferente, onde ele é queimado vivo quando o fogo engole seu corpo, resultando em seu colapso na poça de fogo.

### Agente Jim Block
- Interpretado por: Courtney B. Vance
- Apareceu em: Final Destination 5
- Estado atual: Falecido

Agente Jim Block é um agente do FBI que investiga o colapso da ponte North Bay. Ele investiga Sam Lawton, acreditando que ele é o responsável pelo acidente. Mais tarde, o agente Block é baleado e morto por Peter Friedkin enquanto tentava impedi-lo de matar Molly Harper, e Peter reivindica seu tempo de vida restante.

### Molly Harper
- Interpretada por: Emma Bell
- Apareceu em: Final Destination 5
- Estado atual: Falecida

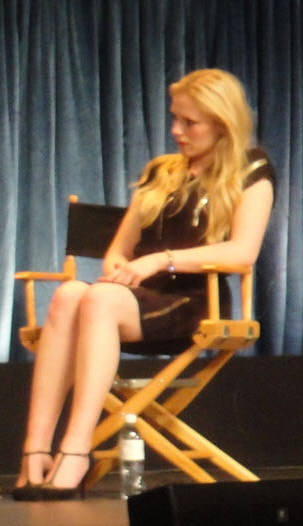
Emma Bell interpretou Molly Harper em Final Destination 5.

Molly Harper é uma dos sobreviventes da ponte North Bay. Ela é a sexta sobrevivente a morrer.
Molly trabalha na Presage Paper e termina com Sam Lawton porque não quer impedi-lo de perseguir seu sonho de ser chef em Paris. Ela está a caminho de um retiro corporativo quando Sam tem a premonição de que a ponte que eles estão atravessando irá desabar, matando todos, exceto Molly, que Sam teria atravessado a ponte com segurança. Sam entra em pânico e convence Molly, bem como alguns de seus colegas de trabalho, a deixar a ponte antes que ela desmorone. Molly e Sam reacendem seu relacionamento e, depois de saberem que a Morte ainda está atrás deles, eles tentam salvar os sobreviventes. Mais tarde, Peter Friedkin tenta matar Molly, mas Sam intervém no último segundo, adicionando-a à lista da Morte. Duas semanas depois, ela e Sam embarcam no vôo 180 para Paris, e a fuselagem é rasgada por destroços quando um dos motores do avião explode. Apesar dos esforços de Sam para puxar Molly de volta para o avião, ela é explodida e cortada ao meio pelo painel traseiro esquerdo.

### Nathan Sears
- Interpretado por: Arlen Escarpeta
- Apareceu em: Final Destination 5
- Estado atual: Falecido

Nathaniel "Nathan" Sears é um dos sobreviventes da ponte North Bay. Ele é o oitavo e último sobrevivente a morrer.
Nathan é um supervisor da Presage Paper que está a caminho de um retiro corporativo quando seu amigo Sam Lawton tem a premonição de que a ponte que eles estão atravessando irá desabar. Na premonição de Sam, Nathan teria sido destruído por um cabo de suporte oscilante. Quando Sam entra em pânico, Nathan o segue para fora da ponte antes que ela desmorone. Nathan está inicialmente cético, mas acredita que enganou a Morte quando acidentalmente mata seu colega de trabalho antagônico Roy Carson em um acidente de armazém. No final do filme, Nathan fica sabendo por um colega de trabalho que uma autópsia revelou que Roy tinha um aneurisma cerebral, que poderia tê-lo matado a qualquer momento; conseqüentemente, Roy tinha muito pouco tempo de vida restante. Alguns segundos depois, Nathan morre quando o trem de pouso do vôo 180 bate no prédio e o esmaga.

### Olivia Castle

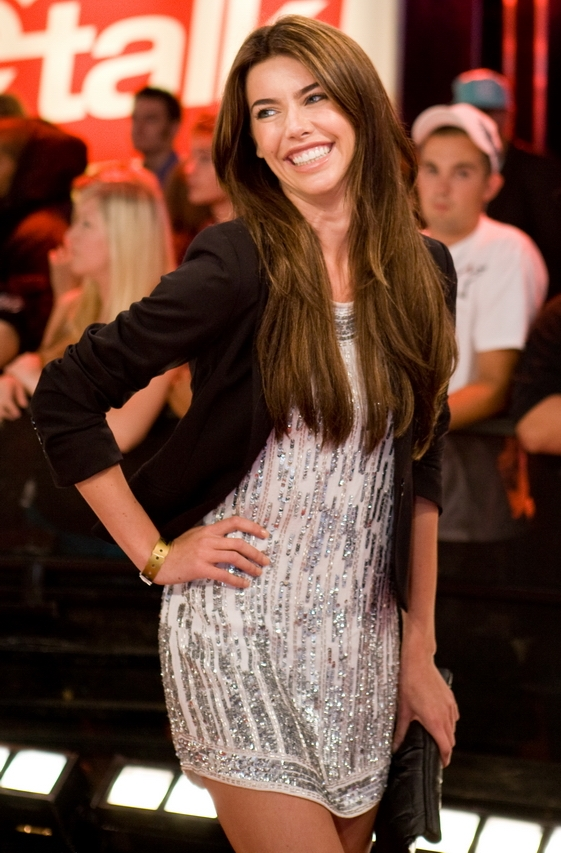
Jacqueline MacInnes Wood interpretou Olivia Castle em Final Destination 5.

- Interpretada por: Jacqueline MacInnes Wood
- Apareceu em: Final Destination 5
- Estado atual: Falecida

Olivia Rachel Castle é uma dos sobreviventes da ponte North Bay. Ela é a terceira sobrevivente a morrer.
Olivia é rival de Candice Hooper e funcionária de escritório da Presage Paper. Ela e seus colegas de trabalho estão a caminho de um retiro corporativo quando Sam Lawton tem a premonição de que a ponte que estão atravessando irá desabar. Na premonição de Sam, Olivia teria sido esmagada por um carro após cair no rio. Ela segue Sam para fora do ônibus e testemunha o colapso da ponte momentos depois. Alguns dias depois, ela vai a uma consulta LASIK para melhorar sua visão míope. Quando o médico sai para pegar seus arquivos, a máquina funciona mal, descarregando um poderoso raio laser que queima seus olhos e mãos. Ela consegue se libertar, mas depois que Sam, Molly Harper e o médico chegam, ela tropeça no olho desalojado de um ursinho de pelúcia e cai da janela, caindo em um carro abaixo. Depois que ela morre, seu olho rola para o meio da rua e é atropelado por um carro.

### Peter Friedkin
- Interpretado por: Miles Fisher
- Apareceu em: Final Destination 5
- Estado atual: Falecido

Peter Friedkin é um dos sobreviventes da ponte North Bay. Ele é o quinto sobrevivente a morrer.
Peter é o namorado de Candice Hooper e o melhor amigo de Sam Lawton. Ele também é gerente intermediário da Presage Paper. A caminho de um retiro corporativo, Sam avisa que a ponte que estão atravessando irá desabar. Na premonição de Sam, Peter teria sido empalado por hastes de metal antes de cair sobre uma laje de concreto abaixo. Quando Sam foge do ônibus, Peter é instruído por seu chefe, Dennis Lapman, a ir atrás dele, e ele testemunha o colapso da ponte logo depois. Ele fica paranóico depois de testemunhar a morte de Candice e aprende com William Bludworth que ele pode enganar a Morte tirando a vida de outra pessoa. Ele finalmente decide tirar a vida de Molly Harper, mas enquanto a persegue ele mata o Agente Jim Block. Ele continua a perseguir Molly para eliminar qualquer testemunha, mas é morto por Sam, que o empala pelas costas com um espeto de carne, levando Sam a acreditar que ele reivindicou a vida de Block.

### Roy Carson
- Interpretado por: Brent Stait
- Apareceu em: Final Destination 5
- Estado atual: Falecido

Roy Carson é operário da Presage Paper e arquirrival de Nathan Sears. Ele é acidentalmente morto por Nathan quando o empurra na frente de um gancho de construção que cai no chão e o empala no queixo, e Nathan reivindica seu tempo de vida restante. No entanto, isso se mostra insuficiente, pois Nathan descobre que Roy tinha um aneurisma cerebral que inevitavelmente o teria matado de qualquer maneira, pouco antes de ele ser morto pela queda de um destroço do voo 180 da Volée Airlines. 

### Sam Lawton

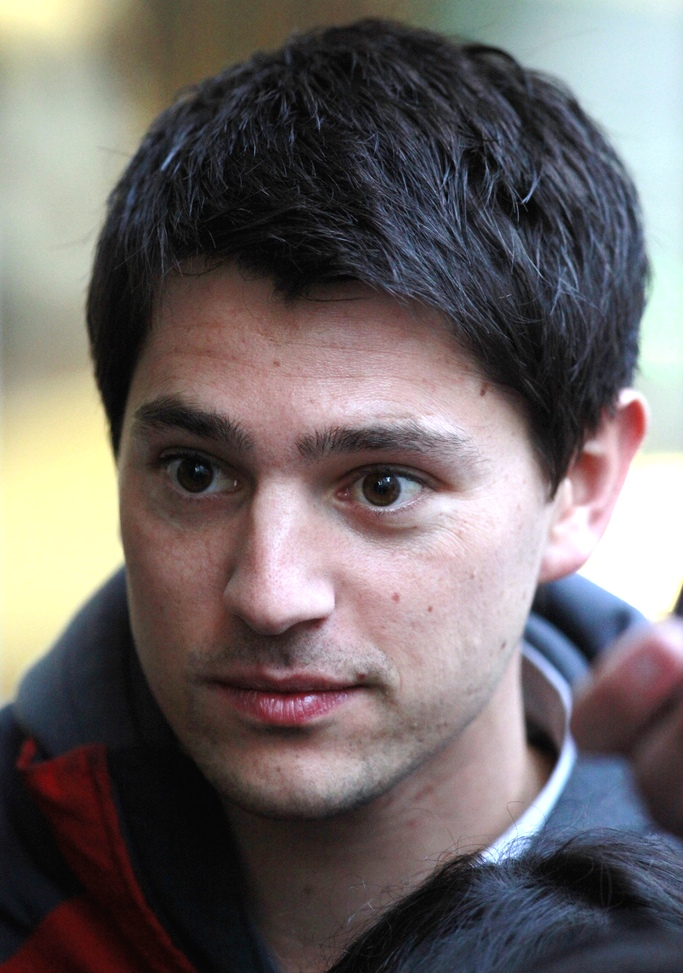
Nicholas D'Agosto filmando Final Destination 5 em Vancouver

- Interpretado por: Nicholas D'Agosto
- Apareceu em: Final Destination 5
- Estado atual: Falecido

Samuel "Sam" Lawton é o protagonista e visionário de Final Destination 5. Ele é um dos sobreviventes da ponte North Bay e o sétimo sobrevivente a morrer.
Sam é funcionário de escritório da Presage Paper e chef estagiário que sonha em ir para Paris para ser aprendiz de seu mentor. A caminho de um retiro corporativo, Sam tem a premonição de que a ponte North Bay irá desabar e consegue convencer seus colegas de trabalho a deixar o ônibus antes que o acidente ocorra. Mais tarde, ele descobre que a Morte ainda está atrás deles, e ele e sua ex-namorada Molly Harper tentam salvar os sobreviventes restantes. Quando Peter Friedkin tenta matar Molly, Sam o impede apunhalando-o nas costas com um grande espeto, e ele presume que tirou a vida do Agente Jim Block (a quem Peter matou). Duas semanas depois, ele e Molly embarcam em um avião para Paris, que se revela ser o vôo 180, e ele é incinerado com os outros passageiros quando o avião explode no ar.